# Puchar Świata w skokach narciarskich 2013/2014
Puchar Świata w skokach narciarskich 2013/2014 – 35. edycja Pucharu Świata mężczyzn w skokach narciarskich, która rozpoczęła się 23 listopada 2013 na skoczni Vogtland Arena w niemieckim Klingenthal. Finałowy konkurs według pierwszych ustaleń miał zostać rozegrany 23 marca 2014 na Letalnicy w słoweńskiej Planicy, lecz z powodu opóźnionej przebudowy obiektu konkursy zostały przeniesione na Bloudkovą Velikankę. Ostateczny terminarz zawodów został zatwierdzony w czerwcu 2013 w chorwackim Dubrowniku. Zostało rozegranych 28 konkursów indywidualnych (w tym 2 w lotach narciarskich), 4 konkursy drużynowe i 1 konkurs mieszany.
Podczas sezonu 2013/2014 odbyły się dwie imprezy, na których rozdane zostały medale. Na terenie Rosji, w Soczi, w dniach 7–23 lutego 2014, odbyły się Zimowe Igrzyska Olimpijskie 2014. Na terenie Czech, na mamuciej skoczni Čerťák w Harrachovie, w dniu 14 marca 2014 zostały rozegrane Mistrzostwa Świata w Lotach Narciarskich 2014. Zawody miały się rozgrywać również 15 i 16 marca, lecz z powodu niekorzystnych warunków atmosferycznych zostały odwołane. Zarówno olimpijskie konkursy, jak i mistrzostwa świata w lotach narciarskich, nie są zaliczane do generalnej klasyfikacji Pucharu Świata i Pucharu Narodów. W sezonie 2013/2014 zrezygnowano z organizowania FIS Team Tour.
Poza wspomnianym przesunięciem zawodów w Planicy, w kalendarzu PŚ podczas sezonu nastąpiły następujące zmiany:
- Konkursy w Klingenthal – zarówno drużynowy, jak i indywidualny – zostały ograniczone do jednej serii z powodu silnego wiatru.
- Drugi konkurs w Ruce został odwołany z powodu niekorzystnych warunków atmosferycznych – w jego miejsce rozegrano dodatkowy konkurs w Lahti[2].
- w Innsbrucku, po silnym wietrze podczas pierwszej serii odwołano drugą serię.
- W Zakopanem odwołano drugą rundę z powodu deszczu i silnego wiatru.

## Zwycięzcy

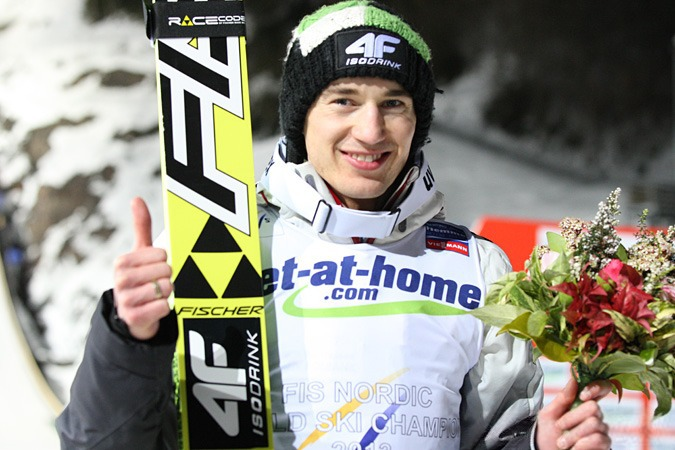
Kamil Stoch zwycięzca Pucharu Świata
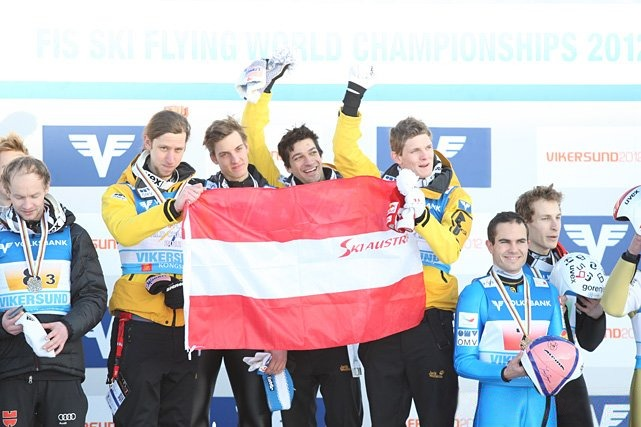
Reprezentacja Austrii zwycięzca Pucharu Narodów
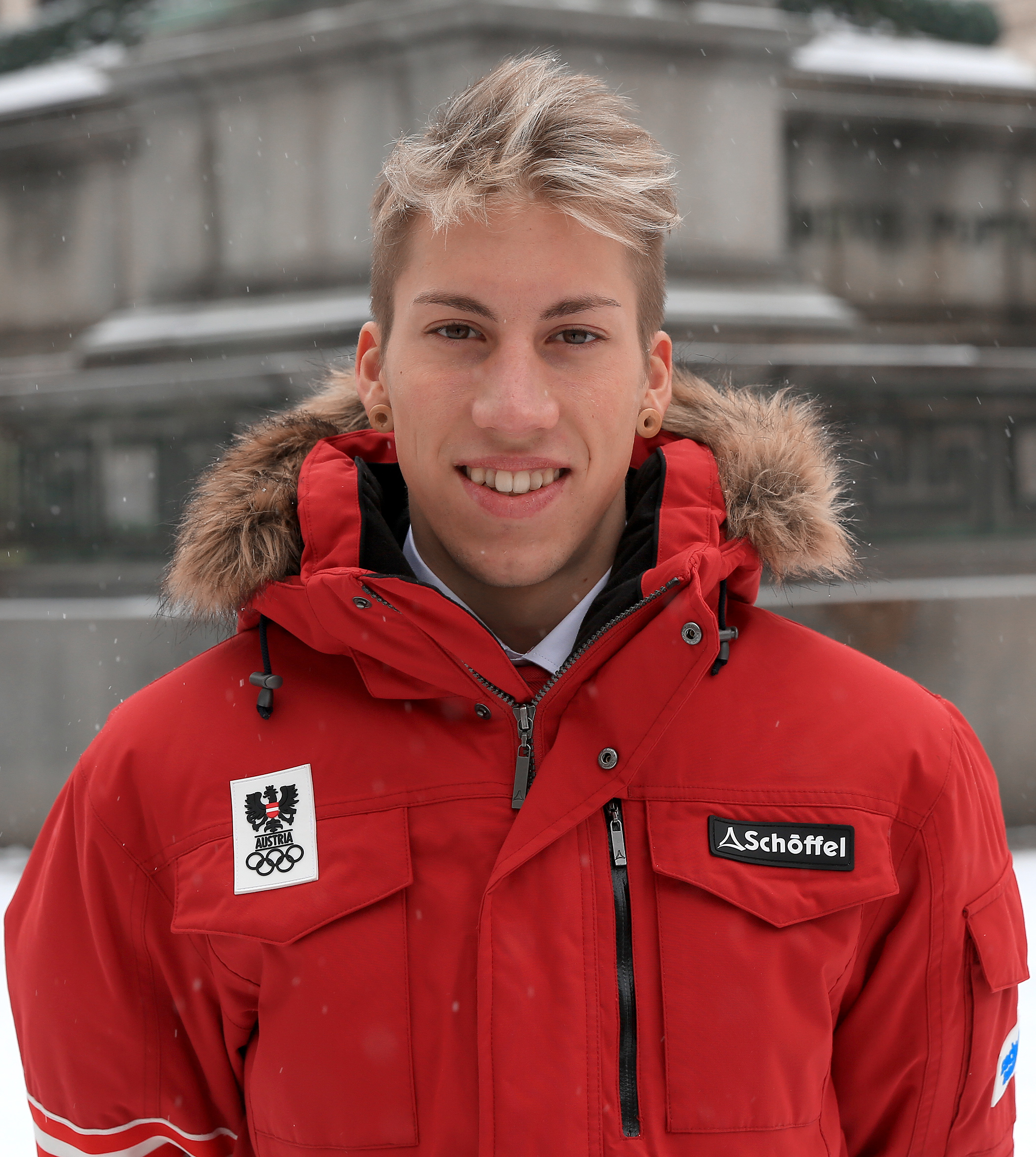
Thomas Diethart zwycięzca Turnieju Czterech Skoczni
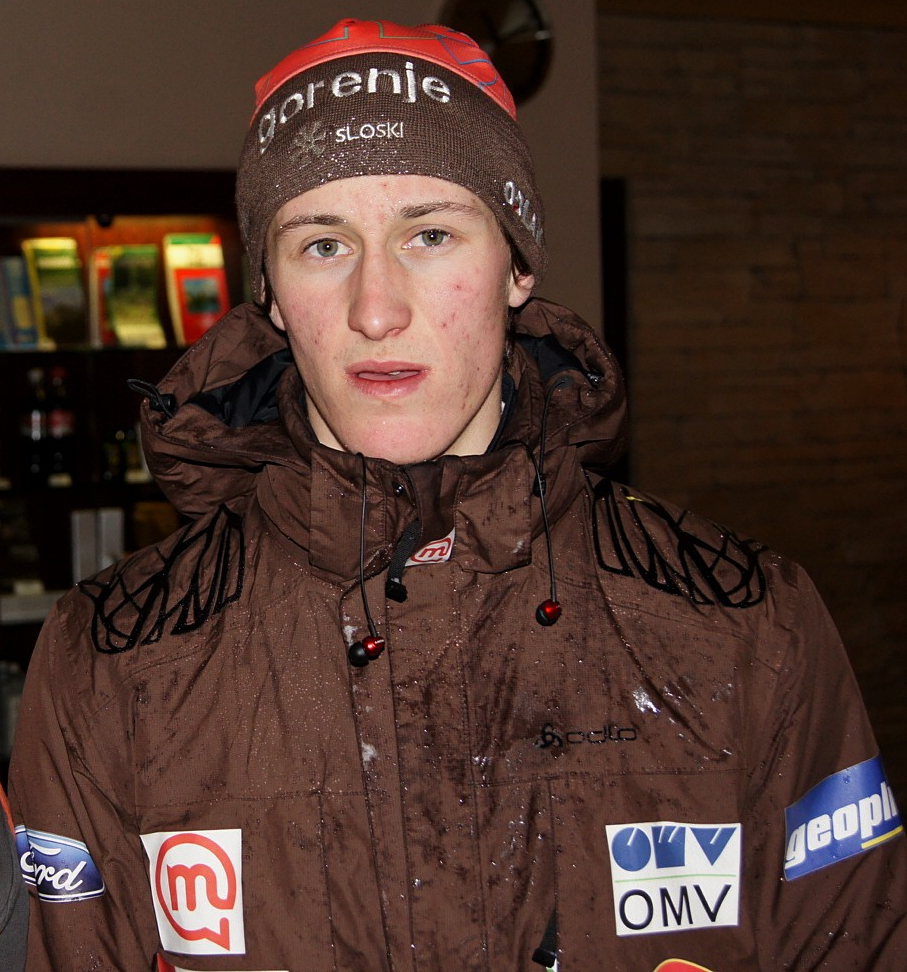
Peter Prevc zwycięzca Pucharu Świata w lotach narciarskich

## Kalendarz zawodów
| Lp.                                                                         | Data                                                | Miejscowość                                         | HS                                                  | Uwagi                                               | 1. miejsce                                                                             | 2. miejsce | 3. miejsce                                                                                 |
| --------------------------------------------------------------------------- | --------------------------------------------------- | --------------------------------------------------- | --------------------------------------------------- | --------------------------------------------------- | -------------------------------------------------------------------------------------- | --- | ------------------------------------------------------------------------------------------ |
| 1.                                                                          | 23 listopada 2013                                   | Klingenthal (szczegóły)                             | HS140                                               | nocny, druż.                                        | Słowenia 1. Jurij Tepeš 2. Robert Kranjec 3. Jaka Hvala 4. Peter Prevc                 | Niemcy 1. Andreas Wank 2. Karl Geiger 3. Andreas Wellinger 4. Severin Freund                                   | Japonia 1. Daiki Itō 2. Reruhi Shimizu 3. Noriaki Kasai 4. Taku Takeuchi                   |
| 2.                                                                          | 24 listopada 2013                                   | Klingenthal (szczegóły)                             | HS140                                               | [ a ]                                               | Krzysztof Biegun                                                                       | Andreas Wellinger                                                                                              | Jurij Tepeš                                                                                |
| 3.                                                                          | 29 listopada 2013                                   | Ruka (szczegóły)                                    | HS142                                               | nocny                                               | Gregor Schlierenzauer                                                                  | Marinus Kraus                                                                                                  | Thomas Morgenstern                                                                         |
|                                                                             | 30 listopada 2013                                   | Ruka (szczegóły)                                    | HS142                                               | nocny                                               | odwołany                                                                               | odwołany | odwołany                                                                                   |
| 4.                                                                          | 6 grudnia 2013                                      | Lillehammer (szczegóły)                             | HS100                                               | nocny, miesz.                                       | Japonia 1. Yūki Itō 2. Daiki Itō 3. Sara Takanashi 4. Taku Takeuchi                    | Austria 1. Jacqueline Seifriedsberger 2. Thomas Morgenstern 3. Daniela Iraschko-Stolz 4. Gregor Schlierenzauer | Norwegia 1. Maren Lundby 2. Rune Velta 3. Anette Sagen 4. Anders Bardal                    |
| 5.                                                                          | 7 grudnia 2013                                      | Lillehammer (szczegóły)                             | HS100                                               | nocny                                               | Gregor Schlierenzauer                                                                  | Taku Takeuchi                                                                                                  | Richard Freitag                                                                            |
| 6.                                                                          | 8 grudnia 2013                                      | Lillehammer (szczegóły)                             | HS138                                               | –                                                   | Severin Freund                                                                         | Anders Bardal                                                                                                  | Daiki Itō                                                                                  |
| 7.                                                                          | 14 grudnia 2013                                     | Titisee-Neustadt (szczegóły)                        | HS142                                               | –                                                   | Thomas Morgenstern                                                                     | Kamil Stoch | Simon Ammann                                                                               |
| 8.                                                                          | 15 grudnia 2013                                     | Titisee-Neustadt (szczegóły)                        | HS142                                               | –                                                   | Kamil Stoch                                                                            | Simon Ammann                                                                                                   | Noriaki Kasai                                                                              |
| 9.                                                                          | 21 grudnia 2013                                     | Engelberg (szczegóły)                               | HS137                                               | –                                                   | Jan Ziobro                                                                             | Kamil Stoch | Anders Bardal                                                                              |
| 10.                                                                         | 22 grudnia 2013                                     | Engelberg (szczegóły)                               | HS137                                               | –                                                   | Kamil Stoch                                                                            | Andreas Wellinger                                                                                              | Jan Ziobro                                                                                 |
| 11.                                                                         | 29 grudnia 2013                                     | Oberstdorf (szczegóły)                              | HS137                                               | TCS, nocny                                          | Simon Ammann                                                                           | Anders Bardal                                                                                                  | Thomas Diethart Peter Prevc                                                                |
| 12.                                                                         | 1 stycznia 2014                                     | Garmisch-Partenkirchen (szczegóły)                  | HS140                                               | TCS                                                 | Thomas Diethart                                                                        | Thomas Morgenstern                                                                                             | Simon Ammann                                                                               |
| 13.                                                                         | 4 stycznia 2014                                     | Innsbruck (szczegóły)                               | HS130                                               | TCS                                                 | Anssi Koivuranta                                                                       | Simon Ammann                                                                                                   | Kamil Stoch                                                                                |
| 14.                                                                         | 6 stycznia 2014                                     | Bischofshofen (szczegóły)                           | HS140                                               | TCS, nocny                                          | Thomas Diethart                                                                        | Peter Prevc | Thomas Morgenstern                                                                         |
| 62. Turniej Czterech Skoczni – klasyfikacja końcowa                         | 62. Turniej Czterech Skoczni – klasyfikacja końcowa | 62. Turniej Czterech Skoczni – klasyfikacja końcowa | 62. Turniej Czterech Skoczni – klasyfikacja końcowa | 62. Turniej Czterech Skoczni – klasyfikacja końcowa | Thomas Diethart                                                                        | Thomas Morgenstern                                                                                             | Simon Ammann                                                                               |
| 15.                                                                         | 11 stycznia 2014                                    | Tauplitz/Bad Mitterndorf (szczegóły)                | HS200                                               | loty                                                | Noriaki Kasai                                                                          | Peter Prevc | Gregor Schlierenzauer                                                                      |
| 16.                                                                         | 12 stycznia 2014                                    | Tauplitz/Bad Mitterndorf (szczegóły)                | HS200                                               | loty                                                | Peter Prevc                                                                            | Gregor Schlierenzauer                                                                                          | Noriaki Kasai                                                                              |
| 17.                                                                         | 16 stycznia 2014                                    | Wisła (szczegóły)                                   | HS134                                               | nocny                                               | Andreas Wellinger                                                                      | Kamil Stoch | Michael Hayböck                                                                            |
| 18.                                                                         | 18 stycznia 2014                                    | Zakopane (szczegóły)                                | HS134                                               | nocny, druż.                                        | Słowenia 1. Jurij Tepeš 2. Robert Kranjec 3. Jernej Damjan 4. Peter Prevc              | Niemcy 1. Andreas Wank 2. Richard Freitag 3. Andreas Wellinger 4. Severin Freund                               | Austria 1. Michael Hayböck 2. Manuel Poppinger 3. Thomas Diethart 4. Gregor Schlierenzauer |
| 19.                                                                         | 19 stycznia 2014                                    | Zakopane (szczegóły)                                | HS134                                               | [ a ]                                               | Anders Bardal                                                                          | Peter Prevc | Richard Freitag                                                                            |
| 20.                                                                         | 25 stycznia 2014                                    | Sapporo (szczegóły)                                 | HS134                                               | nocny                                               | Peter Prevc                                                                            | Jernej Damjan                                                                                                  | Noriaki Kasai                                                                              |
| 21.                                                                         | 26 stycznia 2014                                    | Sapporo (szczegóły)                                 | HS134                                               | –                                                   | Jernej Damjan                                                                          | Peter Prevc | Robert Kranjec                                                                             |
| 22.                                                                         | 1 lutego 2014                                       | Willingen (szczegóły)                               | HS145                                               | nocny                                               | Kamil Stoch                                                                            | Severin Freund                                                                                                 | Jernej Damjan                                                                              |
| 23.                                                                         | 2 lutego 2014                                       | Willingen (szczegóły)                               | HS145                                               | –                                                   | Kamil Stoch                                                                            | Severin Freund                                                                                                 | Peter Prevc                                                                                |
|                                                                             |                                                     |                                                     |                                                     |                                                     |                                                                                        | |                                                                                            |
| Zimowe Igrzyska Olimpijskie 2014 • Soczi, 7–23 lutego 2014                  |                                                     |                                                     |                                                     |                                                     |                                                                                        | |                                                                                            |
|                                                                             |                                                     |                                                     |                                                     |                                                     |                                                                                        | |                                                                                            |
| 24.                                                                         | 26 lutego 2014                                      | Falun (szczegóły)                                   | HS134                                               | nocny                                               | Severin Freund                                                                         | Peter Prevc | Noriaki Kasai                                                                              |
| 25.                                                                         | 28 lutego 2014                                      | Lahti (szczegóły)                                   | HS130                                               | nocny                                               | Severin Freund                                                                         | Stefan Kraft                                                                                                   | Kamil Stoch                                                                                |
| 26.                                                                         | 1 marca 2014                                        | Lahti (szczegóły)                                   | HS130                                               | nocny, druż.                                        | Austria 1. Thomas Diethart 2. Stefan Kraft 3. Michael Hayböck 4. Gregor Schlierenzauer | Niemcy 1. Andreas Wank 2. Marinus Kraus 3. Andreas Wellinger 4. Severin Freund                                 | Norwegia 1. Anders Fannemel 2. Andreas Stjernen 3. Rune Velta 4. Anders Bardal             |
| 27.                                                                         | 2 marca 2014                                        | Lahti (szczegóły)                                   | HS130                                               | –                                                   | Kamil Stoch                                                                            | Severin Freund                                                                                                 | Gregor Schlierenzauer                                                                      |
| 28.                                                                         | 4 marca 2014                                        | Kuopio (szczegóły)                                  | HS127                                               | nocny                                               | Kamil Stoch                                                                            | Severin Freund                                                                                                 | Anders Bardal                                                                              |
| 29.                                                                         | 7 marca 2014                                        | Trondheim (szczegóły)                               | HS140                                               | nocny                                               | Anders Bardal                                                                          | Andreas Kofler                                                                                                 | Noriaki Kasai                                                                              |
| 30.                                                                         | 9 marca 2014                                        | Oslo (szczegóły)                                    | HS134                                               | –                                                   | Severin Freund                                                                         | Anders Bardal                                                                                                  | Kamil Stoch                                                                                |
|                                                                             |                                                     |                                                     |                                                     |                                                     |                                                                                        | |                                                                                            |
| Mistrzostwa Świata w Lotach Narciarskich 2014 • Harrachov, 14–16 marca 2014 |                                                     |                                                     |                                                     |                                                     |                                                                                        | |                                                                                            |
|                                                                             |                                                     |                                                     |                                                     |                                                     |                                                                                        | |                                                                                            |
| 31.                                                                         | 21 marca 2014                                       | Planica (szczegóły)                                 | HS139                                               | [ d ]                                               | Severin Freund                                                                         | Anders Bardal                                                                                                  | Peter Prevc                                                                                |
| 32.                                                                         | 22 marca 2014                                       | Planica (szczegóły)                                 | HS139                                               | druż.                                               | Austria 1. Stefan Kraft 2. Andreas Kofler 3. Thomas Diethart 4. Gregor Schlierenzauer  | Polska 1. Maciej Kot 2. Piotr Żyła 3. Klemens Murańka 4. Kamil Stoch                                           | Norwegia 1. Andreas Stjernen 2. Tom Hilde 3. Anders Fannemel 4. Anders Bardal              |
| 33.                                                                         | 23 marca 2014                                       | Planica (szczegóły)                                 | HS139                                               | [ d ]                                               | Peter Prevc                                                                            | Severin Freund                                                                                                 | Anders Bardal                                                                              |
|                                                                             |                                                     |                                                     |                                                     |                                                     |                                                                                        | |                                                                                            |
| Klasyfikacje generalne                                                      | Klasyfikacje generalne                              | Klasyfikacje generalne                              | Klasyfikacje generalne                              | Klasyfikacje generalne                              | 1. miejsce                                                                             | 2. miejsce | 3. miejsce                                                                                 |
| Puchar Świata w skokach narciarskich 2013/2014                              | Puchar Świata w skokach narciarskich 2013/2014      | Puchar Świata w skokach narciarskich 2013/2014      | Puchar Świata w skokach narciarskich 2013/2014      | Puchar Świata w skokach narciarskich 2013/2014      | Kamil Stoch                                                                            | Peter Prevc | Severin Freund                                                                             |
| Puchar Świata w lotach narciarskich 2013/2014                               | Puchar Świata w lotach narciarskich 2013/2014       | Puchar Świata w lotach narciarskich 2013/2014       | Puchar Świata w lotach narciarskich 2013/2014       | Puchar Świata w lotach narciarskich 2013/2014       | Peter Prevc                                                                            | Noriaki Kasai                                                                                                  | Gregor Schlierenzauer                                                                      |
| Puchar Narodów w skokach narciarskich 2013/2014                             | Puchar Narodów w skokach narciarskich 2013/2014     | Puchar Narodów w skokach narciarskich 2013/2014     | Puchar Narodów w skokach narciarskich 2013/2014     | Puchar Narodów w skokach narciarskich 2013/2014     | Austria                                                                                | Niemcy | Słowenia                                                                                   |

Legenda:
| zawody indywidualne | zawody drużynowe | Turniej Czterech Skoczni | PŚ w lotach |

## Skocznie
W tabeli podano rekordy skoczni obowiązujące przed rozpoczęciem Pucharu Świata 2013/2014 lub ustanowione w trakcie jego trwania (wyróżnione wytłuszczeniem).
|                             | Nazwa skoczni                   | Miejscowość            | Punkt K | HS      | Rekord skoczni | Rekord skoczni        | Rekord skoczni |
| --------------------------- | ------------------------------- | ---------------------- | ------- | ------- | -------------- | --------------------- | -------------- |
|                             | Vogtland Arena                  | Klingenthal            | K125    | HS140   | 146,5 m        | Michael Uhrmann       | 02.02.2011     |
|                             | Rukatunturi                     | Ruka                   | K120    | HS142   | 147,0 m        | Gregor Schlierenzauer | 01.12.2007     |
|                             | Lysgårdsbakken HS100 (normalna) | Lillehammer            | K90     | HS100   | 107,5 m        | Karl Geiger           | 06.12.2013     |
| Lysgårdsbakken HS138 (duża) | K123                            | Lillehammer            | HS138   | 146,0 m | Simon Ammann   | 06.12.2009            |                |
|                             | Hochfirstschanze                | Titisee-Neustadt       | K125    | HS142   | 145,0 m        | Adam Małysz           | 03.02.2007     |
| Sven Hannawald              | Hochfirstschanze                | Titisee-Neustadt       | K125    | HS142   | 145,0 m        | 02.12.2001            |                |
|                             | Gross-Titlis-Schanze            | Engelberg              | K125    | HS137   | 141,0 m        | Janne Ahonen          | 18.12.2004     |
| Simon Ammann                | Gross-Titlis-Schanze            | Engelberg              | K125    | HS137   | 141,0 m        | 20.12.2009            |                |
| Jan Ziobro                  | Gross-Titlis-Schanze            | Engelberg              | K125    | HS137   | 141,0 m        | 21.12.2013            |                |
|                             | Schattenbergschanze             | Oberstdorf             | K120    | HS137   | 143,5 m        | Sigurd Pettersen      | 29.12.2003     |
|                             | Große Olympiaschanze            | Garmisch-Partenkirchen | K125    | HS140   | 143,5 m        | Simon Ammann          | 01.01.2010     |
|                             | Bergisel                        | Innsbruck              | K120    | HS130   | 134,5 m        | Sven Hannawald        | 04.01.2002     |
|                             | Paul-Ausserleitner-Schanze      | Bischofshofen          | K125    | HS140   | 143,0 m        | Daiki Itō             | 06.01.2005     |
|                             | Kulm                            | Tauplitz               | K185    | HS200   | 215,5 m        | Gregor Schlierenzauer | 10.01.2009     |
|                             | im. Adama Małysza               | Wisła                  | K120    | HS134   | 139,0 m        | Stefan Kraft          | 08.01.2013     |
|                             | Wielka Krokiew                  | Zakopane               | K120    | HS134   | 140,5 m        | Simon Ammann          | 23.01.2010     |
|                             | Ōkurayama                       | Sapporo                | K120    | HS134   | 140,0 m        | Roar Ljøkelsøy        | 22.01.2006     |
| Andreas Kofler              | Ōkurayama                       | Sapporo                | K120    | HS134   | 140,0 m        | 26.01.2014            |                |
|                             | Mühlenkopfschanze               | Willingen              | K130    | HS145   | 152,0 m        | Janne Ahonen          | 09.01.2005     |
| Jurij Tepeš                 | Mühlenkopfschanze               | Willingen              | K130    | HS145   | 152,0 m        | 01.02.2014            |                |
|                             | Lugnet                          | Falun                  | K120    | HS134   | 135,0 m        | Severin Freund        | 26.02.2014     |
|                             | Salpausselkä                    | Lahti                  | K116    | HS130   | 135,5 m        | Andreas Widhölzl      | 04.03.2006     |
|                             | Puijo                           | Kuopio                 | K120    | HS127   | 135,5 m        | Masahiko Harada       | 04.03.1998     |
|                             | Granåsen                        | Trondheim              | K124    | HS140   | 141,5 m        | Severin Freund        | 06.03.2014     |
|                             | Holmenkollbakken                | Oslo                   | K120    | HS134   | 141,0 m        | Andreas Kofler        | 05.03.2011     |
|                             | Bloudkova velikanka             | Planica                | K125    | HS139   | 142,0 m        | Peter Prevc           | 23.03.2014     |

## Statystyki indywidualne
| Zawodnik | Klingenthal 24.11 | Ruka 29.11 | Lillehammer 07.12 | Lillehammer 08.12 | Titisee-Neustadt 14.12 | Titisee-Neustadt 15.12 | Engelberg 21.12 | Engelberg 22.12 | Oberstdorf 29.12 | Garmisch-Partenkirchen 01.01 | Innsbruck 04.01 | Bischofshofen 06.01 | Tauplitz 11.01 | Tauplitz 12.01 | Wisła 16.01 | Zakopane 19.01 | Sapporo 25.01 | Sapporo 26.01 | Willingen 01.02 | Willingen 02.02 | Falun 26.02 | Lahti 28.02 | Lahti 02.03 | Kuopio 04.03 | Trondheim 07.03 | Oslo 09.03 | Planica 21.03 | Planica 23.03 |
| Austria | Austria           | Austria    | Austria           | Austria           | Austria                | Austria                | Austria         | Austria         | Austria          | Austria                      | Austria         | Austria             | Austria        | Austria        | Austria     | Austria        | Austria       | Austria       | Austria         | Austria         | Austria     | Austria     | Austria     | Austria      | Austria         | Austria    | Austria       | Austria       |
| --- | ----------------- | ---------- | ----------------- | ----------------- | ---------------------- | ---------------------- | --------------- | --------------- | ---------------- | ---------------------------- | --------------- | ------------------- | -------------- | -------------- | ----------- | -------------- | ------------- | ------------- | --------------- | --------------- | ----------- | ----------- | ----------- | ------------ | --------------- | ---------- | ------------- | ------------- |
| Florian Altenburger | –                 | –          | –                 | –                 | –                      | –                      | –               | –               | –                | –                            | q               | q                   | –              | –              | –           | –              | –             | –             | –               | –               | –           | –           | –           | –            | –               | –          | –             | –             |
| Thomas Diethart | –                 | –          | –                 | –                 | –                      | –                      | 4               | 6               | 3                | 1                            | 5               | 1                   | –              | –              | 4           | 43             | –             | –             | 10              | 12              | 17          | 6           | 8           | 30           | 18              | 12         | 9             | 12            |
| Manuel Fettner | 11                | 25         | q                 | 28                | 37                     | 32                     | –               | –               | –                | –                            | 21              | 31                  | –              | –              | –           | –              | 14            | 20            | 42              | 24              | 50          | 29          | 36          | 46           | 47              | 15         | 30            | 38            |
| Simon Greiderer | –                 | –          | –                 | –                 | –                      | –                      | –               | –               | –                | –                            | q               | 48                  | –              | –              | –           | –              | –             | –             | –               | –               | –           | –           | –           | –            | –               | –          | –             | –             |
| Michael Hayböck | –                 | –          | –                 | –                 | –                      | –                      | –               | –               | 7                | 24                           | 34              | 14                  | 10             | 16             | 3           | 7              | –             | –             | 13              | 19              | 15          | 7           | 7           | 6            | 8               | 16         | 15            | 14            |
| Martin Koch | –                 | –          | –                 | –                 | –                      | –                      | 40              | 49              | –                | –                            | –               | –                   | 18             | 28             | –           | –              | 38            | 39            | –               | –               | –           | –           | –           | –            | –               | –          | –             | –             |
| Andreas Kofler | 45                | q          | 12                | 33                | q                      | 38                     | 14              | 14              | 18               | 12                           | 40              | 45                  | –              | –              | 35          | 10             | 6             | 5             | 27              | 34              | 14          | 20          | 5           | 12           | 2               | 23         | 7             | 6             |
| Stefan Kraft | 14                | q          | 22                | 25                | 25                     | 19                     | 12              | 13              | 50               | 30                           | 12              | 20                  | 33             | 21             | 21          | 22             | 24            | 16            | 15              | 7               | 5           | 2           | 4           | 9            | 11              | 8          | 13            | 9             |
| Wolfgang Loitzl | 18                | 31         | 25                | 39                | 18                     | 25                     | 8               | 9               | 22               | 25                           | 50              | 13                  | 13             | 11             | 30          | 16             | 37            | 22            | –               | –               | q           | 39          | 18          | 32           | –               | –          | 21            | 31            |
| Thomas Morgenstern | 15                | 3          | 34                | 5                 | 1                      | 31                     | –               | –               | 5                | 2                            | 8               | 3                   | –              | –              | –           | –              | –             | –             | –               | –               | –           | –           | –           | –            | –               | –          | –             | –             |
| Lukas Müller | –                 | –          | –                 | –                 | –                      | –                      | –               | –               | –                | –                            | –               | –                   | –              | q              | –           | –              | –             | –             | –               | –               | –           | –           | –           | –            | –               | –          | –             | –             |
| Manuel Poppinger | –                 | –          | –                 | –                 | –                      | –                      | –               | –               | –                | –                            | q               | 33                  | 12             | 8              | 22          | 27             | 23            | 21            | 25              | 33              | –           | –           | –           | –            | 23              | 48         | –             | –             |
| Markus Schiffner | –                 | –          | –                 | –                 | –                      | –                      | –               | –               | –                | –                            | 46              | q                   | –              | –              | –           | –              | –             | –             | –               | –               | –           | –           | –           | –            | –               | –          | –             | –             |
| Gregor Schlierenzauer | dns               | 1          | 1                 | 15                | 4                      | 8                      | 27              | 4               | 9                | 8                            | 4               | 18                  | 3              | 2              | 8           | 12             | –             | –             | –               | –               | 18          | 8           | 3           | 10           | 13              | 5          | 5             | 8             |
| Christoph Stauder | –                 | –          | –                 | –                 | –                      | –                      | –               | –               | –                | –                            | q               | 46                  | –              | –              | –           | –              | –             | –             | –               | –               | –           | –           | –           | –            | –               | –          | –             | –             |
| Bułgaria |                   |            |                   |                   |                        |                        |                 |                 |                  |                              |                 |                     |                |                |             |                |               |               |                 |                 |             |             |             |              |                 |            |               |               |
| Władimir Zografski | q                 | q          | 50                | q                 | q                      | q                      | –               | –               | q                | –                            | –               | –                   | –              | –              | 37          | q              | –             | –             | q               | 45              | q           | q           | 50          | q            | q               | q          | q             | q             |
| Czechy |                   |            |                   |                   |                        |                        |                 |                 |                  |                              |                 |                     |                |                |             |                |               |               |                 |                 |             |             |             |              |                 |            |               |               |
| Martin Cikl | q                 | q          | q                 | q                 | q                      | q                      | 38              | 48              | q                | –                            | q               | q                   | –              | –              | –           | –              | –             | –             | 49              | q               | –           | –           | –           | –            | –               | –          | –             | –             |
| Antonín Hájek | q                 | q          | q                 | q                 | 30                     | 28                     | 33              | 38              | 44               | 40                           | 26              | q                   | 21             | 22             | q           | 24             | 27            | 25            | 50              | q               | 26          | 14          | 15          | 25           | 14              | 42         | 33            | 39            |
| Lukáš Hlava | q                 | q          | q                 | 49                | 45                     | 46                     | 43              | 43              | 20               | 42                           | 49              | 25                  | 22             | 29             | 31          | 46             | 16            | 23            | –               | –               | 46          | q           | 29          | 43           | q               | q          | q             | q             |
| Jakub Janda | 12                | 44         | 35                | 21                | 48                     | 29                     | 5               | 15              | q                | 38                           | q               | 30                  | 39             | 17             | 48          | 14             | –             | –             | 31              | 15              | 31          | 13          | 34          | 7            | 40              | 9          | 31            | 18            |
| Roman Koudelka | –                 | –          | –                 | –                 | –                      | –                      | –               | –               | –                | q                            | –               | –                   | –              | –              | 33          | 34             | –             | –             | 36              | 31              | 25          | 35          | 44          | 19           | 4               | 7          | 18            | 25            |
| Čestmír Kožíšek | 42                | q          | q                 | q                 | –                      | –                      | –               | –               | 49               | q                            | 48              | 41                  | 32             | 37             | 41          | 49             | q             | 41            | q               | q               | 38          | 48          | 43          | 34           | 42              | 33         | 44            | q             |
| Jan Matura | 32                | 33         | q                 | q                 | 33                     | 26                     | 37              | 22              | 39               | 11                           | 22              | 12                  | 13             | 6              | 10          | 20             | 8             | 7             | 18              | 11              | 33          | 31          | 24          | 18           | 15              | 27         | 42            | 34            |
| Borek Sedlák | –                 | –          | –                 | –                 | q                      | q                      | 44              | 37              | –                | –                            | –               | –                   | q              | q              | –           | –              | –             | –             | –               | –               | –           | –           | –           | –            | –               | –          | –             | –             |
| Estonia |                   |            |                   |                   |                        |                        |                 |                 |                  |                              |                 |                     |                |                |             |                |               |               |                 |                 |             |             |             |              |                 |            |               |               |
| Martti Nõmme | –                 | –          | –                 | –                 | –                      | –                      | –               | –               | –                | –                            | –               | –                   | –              | –              | –           | –              | –             | –             | –               | –               | –           | –           | q           | q            | q               | –          | –             | –             |
| Kaarel Nurmsalu | –                 | –          | –                 | –                 | –                      | –                      | –               | –               | q                | q                            | q               | –                   | q              | q              | q           | q              | –             | –             | 40              | 27              | 28          | 36          | 46          | q            | 46              | 6          | 26            | q             |
| Siim-Tanel Sammelselg | –                 | q          | q                 | q                 | –                      | –                      | –               | –               | –                | –                            | –               | –                   | –              | –              | –           | –              | 45            | 53            | –               | –               | –           | q           | –           | –            | –               | –          | –             | –             |
| Finlandia |                   |            |                   |                   |                        |                        |                 |                 |                  |                              |                 |                     |                |                |             |                |               |               |                 |                 |             |             |             |              |                 |            |               |               |
| Janne Ahonen | 16                | 31         | 13                | 9                 | 21                     | 5                      | 23              | 29              | 25               | 14                           | 23              | 38                  | –              | –              | –           | –              | –             | –             | 30              | 20              | 34          | 28          | 36          | –            | –               | –          | –             | –             |
| Lauri Asikainen | 34                | 40         | –                 | –                 | 34                     | 47                     | q               | 36              | –                | –                            | –               | –                   | q              | q              | q           | 41             | –             | –             | –               | –               | 9           | q           | 16          | 17           | 17              | 26         | 46            | 42            |
| Janne Happonen | 20                | 46         | q                 | q                 | –                      | –                      | –               | –               | –                | –                            | –               | –                   | –              | –              | –           | q              | –             | –             | –               | –               | –           | –           | –           | –            | –               | –          | –             | –             |
| Sami Heiskanen | –                 | q          | –                 | –                 | –                      | –                      | –               | –               | –                | –                            | –               | –                   | 38             | q              | –           | –              | 26            | 29            | 47              | 47              | –           | q           | –           | –            | –               | –          | –             | –             |
| Sebastian Klinga | –                 | 47         | –                 | –                 | –                      | –                      | –               | –               | –                | –                            | –               | –                   | –              | –              | –           | –              | q             | 57            | –               | –               | –           | 49          | –           | –            | –               | –          | q             | q             |
| Anssi Koivuranta | –                 | 38         | –                 | –                 | –                      | –                      | –               | –               | 38               | 10                           | 1               | 19                  | –              | –              | 10          | 9              | –             | –             | 17              | 50              | 32          | 5           | 10          | 13           | 10              | 10         | q             | q             |
| Ville Larinto | –                 | –          | –                 | –                 | –                      | –                      | –               | –               | –                | –                            | –               | –                   | –              | –              | q           | –              | 32            | 60            | –               | –               | –           | 27          | 28          | 21           | 48              | 21         | q             | q             |
| Jarkko Määttä | –                 | 26         | –                 | –                 | –                      | –                      | –               | –               | 23               | 36                           | 9               | 16                  | 27             | 35             | –           | –              | –             | –             | –               | –               | –           | q           | –           | –            | –               | –          | –             | –             |
| Olli Muotka | q                 | 20         | 33                | 20                | 22                     | q                      | q               | 44              | –                | –                            | –               | q                   | q              | q              | 45          | q              | –             | –             | 41              | 39              | –           | q           | –           | –            | –               | –          | –             | –             |
| Sami Niemi | –                 | –          | –                 | –                 | –                      | –                      | –               | –               | q                | 48                           | q               | –                   | –              | –              | –           | –              | 33            | 61            | –               | –               | –           | 41          | –           | q            | q               | 46         | –             | –             |
| Santeri Ylitapio | –                 | q          | –                 | –                 | –                      | –                      | –               | –               | –                | –                            | –               | –                   | –              | –              | –           | –              | –             | –             | –               | –               | q           | q           | –           | –            | –               | –          | –             | –             |
| Francja |                   |            |                   |                   |                        |                        |                 |                 |                  |                              |                 |                     |                |                |             |                |               |               |                 |                 |             |             |             |              |                 |            |               |               |
| Vincent Descombes Sevoie | 34                | q          | 17                | 45                | q                      | 27                     | 39              | 39              | q                | q                            | q               | q                   | q              | q              | 38          | q              | q             | 47            | –               | –               | –           | –           | –           | q            | 34              | 28         | 35            | q             |
| Ronan Lamy Chappuis | 41                | 49         | 37                | 48                | q                      | q                      | 49              | 40              | 40               | 50                           | 38              | 44                  | –              | –              | 24          | 18             | 11            | 40            | –               | –               | 42          | q           | q           | 45           | q               | 49         | 49            | q             |
| Alexandre Mabboux | q                 | –          | q                 | q                 | q                      | q                      | –               | –               | –                | –                            | –               | –                   | –              | –              | q           | q              | –             | –             | –               | –               | –           | –           | –           | –            | –               | –          | q             | q             |
| Nicolas Mayer | –                 | –          | –                 | –                 | –                      | –                      | –               | –               | –                | –                            | –               | –                   | –              | –              | –           | –              | q             | 67            | –               | –               | –           | –           | –           | –            | –               | –          | –             | –             |
| David Viry | q                 | –          | –                 | –                 | –                      | –                      | –               | –               | –                | –                            | –               | –                   | –              | –              | –           | –              | –             | –             | –               | –               | –           | –           | –           | –            | –               | –          | –             | –             |
| Grecja |                   |            |                   |                   |                        |                        |                 |                 |                  |                              |                 |                     |                |                |             |                |               |               |                 |                 |             |             |             |              |                 |            |               |               |
| Nikos Polichronidis | q                 | q          | –                 | –                 | –                      | –                      | –               | –               | q                | q                            | q               | q                   | –              | –              | –           | –              | 40            | 38            | –               | –               | –           | –           | –           | –            | –               | –          | –             | –             |
| Japonia |                   |            |                   |                   |                        |                        |                 |                 |                  |                              |                 |                     |                |                |             |                |               |               |                 |                 |             |             |             |              |                 |            |               |               |
| Shūsaku Hosoyama | –                 | –          | –                 | –                 | –                      | –                      | –               | –               | –                | –                            | –               | –                   | –              | –              | –           | –              | q             | 54            | –               | –               | –           | –           | –           | –            | –               | –          | –             | –             |
| Daiki Itō | 40                | 11         | 13                | 3                 | 8                      | 7                      | –               | –               | 16               | 28                           | 43              | 26                  | –              | –              | –           | –              | 5             | 10            | 9               | 6               | –           | –           | –           | –            | –               | –          | –             | –             |
| Kenshirō Itō | –                 | –          | –                 | –                 | –                      | –                      | –               | –               | –                | –                            | –               | –                   | –              | –              | –           | –              | q             | 32            | –               | –               | –           | –           | –           | –            | –               | –          | –             | –             |
| Noriaki Kasai | 27                | 5          | 10                | 4                 | 6                      | 3                      | –               | –               | 6                | 6                            | 7               | 5                   | 1              | 3              | –           | –              | 3             | 6             | 4               | 4               | 3           | dns         | 9           | 8            | 3               | 4          | 6             | 5             |
| Junshirō Kobayashi | –                 | –          | –                 | –                 | –                      | –                      | –               | –               | –                | –                            | –               | –                   | –              | –              | –           | –              | 34            | 64            | –               | –               | –           | –           | –           | –            | –               | –          | –             | –             |
| Takanobu Okabe | –                 | –          | –                 | –                 | –                      | –                      | –               | –               | q                | q                            | q               | q                   | q              | q              | –           | –              | 47            | 48            | –               | –               | –           | –           | –           | –            | –               | –          | –             | –             |
| Kento Sakuyama | –                 | –          | –                 | –                 | –                      | –                      | –               | –               | –                | –                            | –               | –                   | –              | –              | –           | –              | –             | –             | –               | –               | –           | –           | –           | –            | –               | –          | 39            | q             |
| Reruhi Shimizu | 26                | 29         | 30                | 35                | 39                     | 22                     | –               | –               | –                | –                            | –               | –                   | –              | –              | –           | –              | 15            | 11            | 24              | 41              | q           | 22          | 27          | 22           | 5               | 18         | 17            | 16            |
| Daito Takahashi | –                 | –          | –                 | –                 | –                      | –                      | –               | –               | –                | –                            | –               | –                   | –              | –              | –           | –              | 30            | 54            | –               | –               | –           | –           | –           | –            | –               | –          | –             | –             |
| Taku Takeuchi | 4                 | 9          | 2                 | 8                 | 11                     | 6                      | –               | –               | 12               | 16                           | 35              | dns                 | –              | –              | –           | –              | 21            | 14            | –               | –               | 43          | 30          | 23          | 29           | 29              | q          | –             | –             |
| Shōhei Tochimoto | –                 | –          | –                 | –                 | –                      | –                      | –               | –               | –                | –                            | –               | –                   | –              | –              | –           | –              | 28            | 50            | –               | –               | –           | 38          | 45          | q            | 50              | q          | q             | q             |
| Yūta Watase | 17                | 34         | 24                | 29                | 49                     | 35                     | –               | –               | 34               | 41                           | 40              | q                   | 23             | q              | –           | –              | 17            | 13            | 28              | 28              | 30          | 25          | 33          | 47           | 43              | 45         | 37            | q             |
| Kanada |                   |            |                   |                   |                        |                        |                 |                 |                  |                              |                 |                     |                |                |             |                |               |               |                 |                 |             |             |             |              |                 |            |               |               |
| Mackenzie Boyd-Clowes | –                 | q          | q                 | 47                | 37                     | 36                     | 24              | 25              | 26               | q                            | 36              | q                   | 9              | 36             | 16          | 44             | –             | –             | –               | –               | q           | q           | 41          | 36           | 37              | 41         | 45            | q             |
| Dusty Korek | –                 | q          | q                 | q                 | –                      | –                      | –               | –               | –                | –                            | –               | –                   | –              | –              | –           | –              | –             | –             | –               | –               | –           | –           | –           | –            | –               | –          | –             | –             |
| Matthew Rowley | –                 | –          | –                 | –                 | –                      | –                      | –               | –               | –                | –                            | –               | –                   | –              | –              | –           | –              | –             | –             | –               | –               | –           | –           | –           | –            | q               | q          | –             | –             |
| Kazachstan |                   |            |                   |                   |                        |                        |                 |                 |                  |                              |                 |                     |                |                |             |                |               |               |                 |                 |             |             |             |              |                 |            |               |               |
| Aleksiej Korolow | q                 | –          | –                 | –                 | –                      | –                      | –               | q               | –                | –                            | –               | q                   | q              | q              | q           | q              | –             | –             | q               | q               | –           | q           | q           | –            | –               | –          | –             | –             |
| Sabirżan Muminow | –                 | –          | –                 | –                 | –                      | –                      | –               | –               | –                | q                            | q               | q                   | –              | –              | –           | q              | –             | –             | –               | –               | –           | q           | q           | –            | –               | –          | –             | –             |
| Aleksiej Pczelincew | q                 | q          | q                 | q                 | q                      | q                      | q               | –               | q                | –                            | –               | –                   | –              | –              | –           | q              | –             | –             | –               | –               | –           | –           | –           | –            | –               | –          | –             | –             |
| Marat Żaparow | q                 | 50         | q                 | q                 | q                      | q                      | –               | –               | –                | q                            | q               | –                   | q              | q              | q           | q              | –             | –             | –               | –               | –           | q           | q           | q            | q               | q          | –             | –             |
| Radik Żaparow | q                 | –          | –                 | –                 | –                      | –                      | q               | q               | q                | –                            | –               | –                   | –              | –              | –           | –              | –             | –             | –               | –               | –           | q           | q           | q            | q               | q          | –             | –             |
| Korea Południowa |                   |            |                   |                   |                        |                        |                 |                 |                  |                              |                 |                     |                |                |             |                |               |               |                 |                 |             |             |             |              |                 |            |               |               |
| Choi Heung-chul | q                 | q          | –                 | –                 | –                      | –                      | –               | –               | q                | q                            | –               | –                   | q              | –              | –           | –              | –             | –             | q               | –               | q           | q           | q           | q            | q               | q          | q             | –             |
| Choi Seou | q                 | –          | q                 | q                 | q                      | q                      | –               | –               | –                | –                            | –               | –                   | –              | –              | –           | –              | –             | –             | –               | –               | –           | –           | –           | –            | –               | –          | –             | –             |
| Kang Chil-ku | q                 | q          | –                 | –                 | –                      | –                      | q               | q               | –                | –                            | q               | q                   | –              | –              | –           | –              | –             | –             | –               | q               | –           | –           | –           | –            | –               | –          | –             | –             |
| Kim Hyun-ki | q                 | –          | q                 | q                 | q                      | q                      | q               | q               | q                | q                            | q               | q                   | q              | q              | –           | –              | –             | –             | q               | q               | 35          | 47          | q           | q            | q               | q          | q             | –             |
| Niemcy |                   |            |                   |                   |                        |                        |                 |                 |                  |                              |                 |                     |                |                |             |                |               |               |                 |                 |             |             |             |              |                 |            |               |               |
| Sebastian Bradatsch | –                 | –          | –                 | –                 | –                      | –                      | –               | –               | –                | q                            | –               | –                   | –              | –              | –           | –              | –             | –             | –               | –               | –           | –           | –           | –            | –               | –          | –             | –             |
| Markus Eisenbichler | –                 | –          | –                 | –                 | –                      | –                      | –               | –               | q                | 45                           | –               | –                   | –              | –              | –           | –              | 8             | 8             | 11              | 35              | –           | –           | –           | –            | q               | 29         | q             | 22            |
| Richard Freitag | –                 | –          | 3                 | 16                | 9                      | 11                     | –               | –               | 33               | 9                            | 11              | 29                  | q              | –              | 19          | 3              | –             | –             | 16              | 21              | 40          | 34          | 32          | 26           | 35              | 34         | 14            | 21            |
| Severin Freund | 28                | 6          | 7                 | 1                 | 5                      | 8                      | 48              | 20              | 10               | 32                           | 15              | 10                  | 4              | 12             | 13          | 6              | –             | –             | 2               | 2               | 1           | 1           | 2           | 2            | 7               | 1          | 1             | 2             |
| Karl Geiger | 25                | 14         | 15                | 46                | 29                     | 23                     | 28              | 32              | q                | 47                           | 32              | 34                  | –              | –              | –           | –              | 13            | 12            | –               | –               | 22          | q           | 31          | 37           | –               | –          | –             | –             |
| Marinus Kraus | 8                 | 2          | 11                | 23                | 15                     | 13                     | 34              | 34              | 8                | 35                           | 13              | 15                  | 16             | 20             | 29          | 4              | –             | –             | 12              | 26              | 48          | 23          | 13          | 16           | 24              | 50         | 27            | 33            |
| Jan Mayländer | –                 | –          | –                 | –                 | –                      | –                      | –               | –               | q                | q                            | –               | –                   | –              | –              | –           | –              | –             | –             | –               | –               | –           | –           | –           | –            | –               | –          | –             | –             |
| Maximilian Mechler | 44                | 39         | –                 | –                 | –                      | –                      | –               | –               | q                | –                            | –               | –                   | –              | –              | –           | –              | –             | –             | –               | –               | –           | –           | –           | –            | –               | –          | –             | –             |
| Michael Neumayer | 30                | 19         | 17                | 25                | 16                     | 13                     | 32              | 23              | 11               | 19                           | 29              | 17                  | 28             | 23             | 25          | q              | 8             | 4             | 14              | 29              | 27          | 24          | 19          | 20           | 41              | 36         | q             | 32            |
| Pius Paschke | –                 | –          | –                 | –                 | –                      | –                      | 47              | 41              | –                | –                            | –               | –                   | –              | –              | –           | –              | 41            | 44            | –               | –               | –           | –           | –           | –            | –               | –          | –             | –             |
| Danny Queck | –                 | –          | –                 | –                 | –                      | –                      | –               | –               | 37               | q                            | –               | –                   | –              | –              | –           | –              | 22            | 15            | –               | –               | –           | –           | –           | –            | –               | –          | –             | –             |
| Martin Schmitt | –                 | –          | –                 | –                 | –                      | –                      | –               | –               | 36               | 27                           | –               | –                   | –              | –              | –           | –              | –             | –             | –               | –               | –           | –           | –           | –            | –               | –          | –             | –             |
| Andreas Wank | 31                | 42         | 19                | 23                | 23                     | 20                     | 13              | 10              | 15               | 15                           | 33              | 49                  | 25             | 31             | 27          | 37             | –             | –             | 23              | 23              | 22          | 26          | 22          | 40           | 26              | 44         | 32            | 35            |
| Andreas Wellinger | 2                 | 15         | 6                 | 11                | 50                     | 18                     | 25              | 2               | 29               | 5                            | 18              | 9                   | 8              | 19             | 1           | 50             | –             | –             | 8               | 10              | 51          | 18          | 20          | 11           | 32              | 31         | 43            | 28            |
| Daniel Wenig | –                 | –          | –                 | –                 | –                      | –                      | –               | –               | 43               | 46                           | –               | –                   | –              | –              | –           | –              | –             | –             | –               | –               | –           | –           | –           | –            | –               | –          | –             | –             |
| Norwegia |                   |            |                   |                   |                        |                        |                 |                 |                  |                              |                 |                     |                |                |             |                |               |               |                 |                 |             |             |             |              |                 |            |               |               |
| Anders Bardal | dns               | –          | 4                 | 2                 | 10                     | 4                      | 3               | 5               | 2                | 13                           | 14              | 6                   | –              | –              | 9           | 1              | –             | –             | –               | –               | 6           | 9           | 11          | 3            | 1               | 2          | 2             | 3             |
| Mats Søhagen Berggaard | –                 | –          | q                 | q                 | –                      | –                      | –               | –               | –                | –                            | –               | –                   | –              | –              | –           | –              | –             | –             | –               | –               | –           | –           | –           | –            | –               | –          | –             | –             |
| Fredrik Bjerkeengen | –                 | 45         | q                 | –                 | –                      | –                      | –               | –               | –                | –                            | –               | –                   | –              | –              | –           | –              | –             | –             | –               | –               | –           | –           | –           | –            | –               | –          | –             | –             |
| Kim René Elverum Sorsell | –                 | –          | q                 | q                 | –                      | –                      | –               | –               | –                | –                            | –               | –                   | –              | –              | –           | –              | –             | –             | –               | –               | –           | –           | –           | –            | –               | –          | –             | –             |
| Anders Fannemel | 29                | q          | q                 | 17                | 31                     | 41                     | 10              | 7               | q                | 4                            | 36              | 7                   | 20             | 5              | 26          | 28             | –             | –             | –               | –               | 6           | 17          | 35          | 33           | 36              | q          | 12            | 11            |
| Simen Key Grimsrud | –                 | –          | –                 | –                 | –                      | –                      | –               | –               | –                | –                            | –               | –                   | –              | –              | –           | –              | 31            | 42            | q               | 30              | –           | –           | –           | –            | –               | –          | –             | –             |
| Joachim Hauer | –                 | –          | –                 | q                 | –                      | –                      | –               | –               | –                | –                            | –               | –                   | –              | –              | –           | –              | 48            | 36            | 48              | q               | –           | –           | –           | –            | –               | –          | –             | –             |
| Tom Hilde | 33                | –          | 16                | q                 | –                      | –                      | 19              | 30              | 21               | q                            | q               | 40                  | –              | –              | q           | 33             | –             | –             | –               | –               | –           | –           | –           | –            | 16              | 13         | 19            | 24            |
| Ole Marius Ingvaldsen | 13                | q          | 21                | 22                | 36                     | 37                     | 9               | 28              | 32               | q                            | q               | 47                  | 36             | 34             | –           | –              | 44            | 37            | 19              | 18              | q           | 46          | q           | q            | 44              | 39         | –             | –             |
| Anders Jacobsen | –                 | –          | q                 | 30                | 34                     | 17                     | –               | –               | 30               | 26                           | 16              | 11                  | –              | –              | 32          | 29             | –             | –             | –               | –               | 13          | 37          | 42          | q            | –               | –          | –             | –             |
| Robert Johansson | –                 | 13         | 42                | 50                | q                      | q                      | 41              | 46              | –                | –                            | –               | –                   | 34             | 39             | 41          | 35             | 20            | 19            | 46              | 35              | –           | –           | –           | –            | –               | –          | –             | –             |
| Bjørn Einar Romøren | –                 | –          | –                 | –                 | –                      | –                      | –               | –               | –                | –                            | –               | –                   | –              | –              | –           | –              | –             | –             | –               | –               | –           | –           | –           | –            | –               | –          | 39            | 16            |
| Atle Pedersen Rønsen | –                 | –          | –                 | –                 | –                      | –                      | –               | –               | –                | –                            | –               | –                   | –              | –              | –           | –              | q             | 46            | 43              | 44              | –           | –           | –           | –            | –               | –          | –             | –             |
| Andreas Stjernen | –                 | 43         | 46                | 42                | –                      | –                      | –               | –               | –                | –                            | –               | –                   | 37             | q              | –           | –              | 50            | 43            | 29              | q               | q           | 19          | 30          | 38           | 19              | 17         | 10            | 7             |
| Vegard Swensen | –                 | –          | –                 | –                 | –                      | –                      | –               | –               | –                | –                            | –               | –                   | –              | –              | –           | –              | 35            | 34            | q               | 48              | –           | –           | –           | –            | –               | –          | –             | –             |
| Daniel-André Tande | –                 | –          | q                 | q                 | –                      | –                      | –               | –               | –                | –                            | –               | –                   | 31             | 15             | 17          | 48             | –             | –             | –               | –               | –           | –           | –           | –            | –               | –          | –             | –             |
| Rune Velta | q                 | 4          | 9                 | 38                | 28                     | 33                     | 31              | q               | q                | 23                           | 31              | 36                  | 26             | 13             | 7           | 22             | –             | –             | –               | –               | 36          | 15          | 25          | 27           | 28              | 19         | q             | 36            |
| Polska |                   |            |                   |                   |                        |                        |                 |                 |                  |                              |                 |                     |                |                |             |                |               |               |                 |                 |             |             |             |              |                 |            |               |               |
| Krzysztof Biegun | 1                 | 18         | 32                | 36                | –                      | –                      | –               | –               | 27               | 31                           | q               | –                   | –              | –              | 20          | 15             | –             | –             | –               | –               | –           | –           | –           | –            | –               | –          | –             | –             |
| Stefan Hula | dsq               | q          | 47                | –                 | –                      | –                      | –               | –               | –                | –                            | –               | –                   | –              | –              | 44          | 42             | 36            | 28            | 38              | 46              | –           | –           | –           | –            | –               | –          | –             | –             |
| Bartłomiej Kłusek | –                 | –          | –                 | –                 | –                      | –                      | –               | –               | –                | –                            | –               | –                   | –              | –              | 46          | q              | q             | 59            | –               | –               | –           | –           | –           | –            | –               | –          | –             | –             |
| Maciej Kot | 6                 | 21         | 5                 | 27                | 13                     | 10                     | 21              | 19              | 28               | 20                           | 27              | 23                  | 19             | 10             | 23          | 10             | –             | –             | 20              | 16              | 10          | q           | q           | 15           | 25              | 20         | 8             | 15            |
| Dawid Kubacki | 22                | 30         | q                 | 31                | 17                     | 42                     | 17              | 17              | –                | –                            | 47              | 35                  | q              | 33             | 28          | 38             | –             | –             | 34              | 22              | 24          | 20          | 26          | 35           | 31              | 35         | 38            | 41            |
| Krzysztof Miętus | –                 | –          | –                 | q                 | 46                     | q                      | –               | –               | –                | –                            | –               | –                   | –              | –              | q           | 39             | 39            | 30            | –               | –               | –           | –           | –           | –            | –               | –          | –             | –             |
| Klemens Murańka | –                 | –          | –                 | –                 | 24                     | 39                     | 7               | 24              | 14               | 17                           | 20              | 37                  | dsq            | 27             | 18          | 13             | –             | –             | –               | –               | 29          | q           | q           | 31           | 39              | q          | 35            | 45            |
| Kamil Stoch | 37                | 10         | 20                | 18                | 2                      | 1                      | 2               | 1               | 13               | 7                            | 3               | 8                   | 6              | 9              | 2           | 17             | –             | –             | 1               | 1               | 4           | 3           | 1           | 1            | 9               | 3          | 4             | 4             |
| Jakub Wolny | –                 | –          | –                 | –                 | –                      | –                      | –               | –               | –                | –                            | –               | –                   | –              | –              | q           | 45             | –             | –             | –               | –               | –           | –           | –           | –            | –               | –          | –             | –             |
| Jan Ziobro | 9                 | 37         | 44                | 44                | 44                     | 48                     | 1               | 3               | 17               | 33                           | 24              | 24                  | 17             | 30             | 6           | 21             | –             | –             | 21              | 38              | 21          | q           | 38          | q            | 21              | 43         | q             | 47            |
| Aleksander Zniszczoł | –                 | –          | –                 | –                 | –                      | –                      | –               | –               | –                | –                            | –               | –                   | –              | –              | 40          | 40             | –             | –             | –               | –               | –           | –           | –           | –            | –               | –          | –             | –             |
| Piotr Żyła | 5                 | 23         | 26                | 6                 | 12                     | 15                     | 6               | 11              | 24               | q                            | –               | 21                  | 15             | 24             | 12          | 19             | –             | –             | 22              | 32              | 37          | q           | q           | 24           | 12              | 32         | 20            | 13            |
| Rosja |                   |            |                   |                   |                        |                        |                 |                 |                  |                              |                 |                     |                |                |             |                |               |               |                 |                 |             |             |             |              |                 |            |               |               |
| Ilmir Chazietdinow | q                 | 41         | 40                | 43                | 43                     | q                      | q               | 31              | 48               | 43                           | 39              | q                   | q              | q              | –           | –              | –             | –             | q               | q               | 49          | q           | 48          | 50           | q               | q          | q             | 49            |
| Anton Kaliniczenko | –                 | –          | –                 | –                 | –                      | –                      | –               | –               | –                | –                            | –               | –                   | q              | q              | q           | q              | –             | –             | –               | –               | –           | –           | –           | –            | –               | –          | –             | –             |
| Dienis Korniłow | 24                | q          | 45                | q                 | q                      | 50                     | 35              | 15              | 46               | 39                           | 10              | 42                  | –              | –              | –           | –              | –             | –             | 44              | 42              | q           | 41          | 39          | 48           | q               | q          | 28            | 30            |
| Michaił Maksimoczkin | 46                | –          | –                 | –                 | –                      | –                      | –               | –               | –                | q                            | q               | –                   | –              | –              | 49          | 5              | 19            | 23            | –               | –               | –           | –           | –           | –            | –               | –          | –             | –             |
| Aleksiej Romaszow | –                 | 22         | 27                | q                 | 47                     | 40                     | q               | dsq             | q                | –                            | q               | q                   | q              | q              | –           | –              | –             | –             | 26              | 40              | 43          | 43          | q           | 28           | 49              | q          | q             | q             |
| Ilja Roslakow | –                 | –          | –                 | –                 | –                      | –                      | 50              | q               | –                | –                            | –               | –                   | –              | –              | q           | q              | q             | 66            | –               | –               | –           | –           | –           | –            | –               | –          | –             | –             |
| Aleksandr Sardyko | –                 | –          | –                 | –                 | –                      | –                      | –               | –               | –                | –                            | –               | –                   | –              | –              | q           | q              | q             | 52            | –               | –               | –           | –           | –           | –            | –               | –          | –             | –             |
| Roman Trofimow | –                 | –          | –                 | –                 | –                      | –                      | –               | –               | –                | –                            | –               | –                   | q              | q              | –           | –              | q             | 63            | –               | –               | –           | –           | –           | –            | –               | –          | –             | –             |
| Dmitrij Wasiljew | 18                | 8          | q                 | 10                | 20                     | 30                     | –               | –               | q                | q                            | –               | q                   | –              | –              | –           | –              | –             | –             | q               | 49              | 23          | 16          | q           | 41           | 22              | 47         | q             | q             |
| Rumunia |                   |            |                   |                   |                        |                        |                 |                 |                  |                              |                 |                     |                |                |             |                |               |               |                 |                 |             |             |             |              |                 |            |               |               |
| Iulian Pîtea | –                 | –          | –                 | –                 | –                      | –                      | –               | –               | –                | –                            | –               | –                   | –              | –              | –           | –              | 46            | 49            | –               | –               | –           | –           | –           | –            | –               | –          | –             | –             |
| Eduard Torok | –                 | –          | –                 | –                 | –                      | –                      | –               | –               | –                | –                            | –               | –                   | –              | –              | –           | –              | q             | 45            | –               | –               | –           | –           | –           | –            | –               | –          | q             | q             |
| Słowacja |                   |            |                   |                   |                        |                        |                 |                 |                  |                              |                 |                     |                |                |             |                |               |               |                 |                 |             |             |             |              |                 |            |               |               |
| Tomáš Zmoray | q                 | –          | q                 | q                 | –                      | –                      | –               | –               | –                | –                            | –               | –                   | –              | –              | –           | –              | –             | –             | –               | –               | –           | –           | –           | –            | –               | –          | –             | –             |
| Słowenia |                   |            |                   |                   |                        |                        |                 |                 |                  |                              |                 |                     |                |                |             |                |               |               |                 |                 |             |             |             |              |                 |            |               |               |
| Jernej Damjan | q                 | q          | –                 | –                 | –                      | –                      | –               | –               | 47               | 22                           | q               | 39                  | 35             | 14             | 14          | 31             | 2             | 1             | 3               | 9               | 11          | 12          | 17          | 23           | 6               | 22         | q             | 10            |
| Nejc Dežman | –                 | –          | –                 | –                 | –                      | –                      | –               | –               | –                | –                            | –               | –                   | q              | q              | –           | –              | 7             | 9             | 37              | 13              | 39          | 33          | 11          | 44           | 33              | 23         | 22            | 20            |
| Robert Hrgota | –                 | –          | –                 | –                 | –                      | –                      | –               | –               | –                | –                            | –               | –                   | –              | –              | –           | –              | 18            | 34            | –               | –               | –           | –           | –           | –            | –               | –          | 25            | 50            |
| Jaka Hvala | 47                | 27         | 29                | 32                | 19                     | 34                     | 20              | 12              | 31               | 29                           | 28              | 22                  | 24             | 25             | 50          | 30             | –             | –             | 39              | 37              | q           | 44          | q           | 42           | 26              | 40         | 47            | q             |
| Rok Justin | –                 | –          | 38                | 41                | 32                     | 44                     | 16              | 33              | 42               | 49                           | 42              | q                   | –              | –              | 43          | 36             | –             | –             | –               | –               | –           | –           | –           | –            | –               | –          | q             | 43            |
| Robert Kranjec | 23                | 6          | 8                 | 7                 | 7                      | 16                     | 22              | 35              | 41               | 21                           | 25              | 28                  | 5              | 18             | 15          | 47             | 4             | 3             | 5               | 5               | –           | –           | –           | –            | –               | –          | 11            | q             |
| Anže Lanišek | –                 | –          | –                 | –                 | –                      | –                      | –               | –               | –                | –                            | –               | –                   | –              | –              | –           | –              | –             | –             | –               | –               | –           | –           | –           | –            | –               | –          | 34            | 40            |
| Tomaž Naglič | q                 | 36         | 41                | 37                | 42                     | 45                     | 26              | 26              | 45               | 44                           | 17              | q                   | 30             | 40             | 39          | 8              | 12            | 18            | 35              | 14              | 12          | 45          | q           | q            | 37              | 25         | q             | 29            |
| Cene Prevc | –                 | –          | –                 | –                 | –                      | –                      | –               | –               | –                | –                            | –               | –                   | –              | –              | –           | –              | –             | –             | –               | –               | –           | –           | –           | –            | –               | –          | 16            | 27            |
| Peter Prevc | 21                | 12         | 23                | 14                | 27                     | 11                     | 15              | 8               | 3                | 18                           | 6               | 2                   | 2              | 1              | 5           | 2              | 1             | 2             | 7               | 3               | 2           | 4           | 6           | 4            | 45              | 11         | 3             | 1             |
| Matjaž Pungertar | 36                | 48         | q                 | q                 | q                      | 49                     | q               | q               | –                | –                            | –               | –                   | –              | –              | –           | –              | –             | –             | –               | –               | 47          | q           | 49          | 39           | q               | 37         | 23            | 23            |
| Anže Semenič | –                 | –          | –                 | –                 | –                      | –                      | –               | –               | –                | –                            | –               | –                   | –              | –              | –           | –              | –             | –             | –               | –               | –           | –           | –           | –            | –               | –          | dsq           | q             |
| Jurij Tepeš | 3                 | 17         | 43                | 12                | 14                     | 24                     | 29              | q               | 19               | 37                           | q               | 27                  | 7              | 7              | 47          | 25             | 29            | 31            | 6               | 8               | 16          | 11          | 20          | 49           | q               | 38         | 24            | 19            |
| Stany Zjednoczone |                   |            |                   |                   |                        |                        |                 |                 |                  |                              |                 |                     |                |                |             |                |               |               |                 |                 |             |             |             |              |                 |            |               |               |
| Nicholas Alexander | –                 | q          | q                 | q                 | q                      | q                      | q               | q               | –                | –                            | –               | –                   | –              | –              | –           | –              | –             | –             | –               | –               | 45          | q           | q           | q            | q               | q          | –             | –             |
| Nicholas Fairall | –                 | 28         | q                 | 34                | q                      | q                      | q               | q               | –                | –                            | q               | q                   | q              | q              | q           | –              | –             | –             | –               | –               | –           | –           | –           | –            | –               | –          | q             | –             |
| Peter Frenette | –                 | –          | –                 | –                 | –                      | –                      | –               | –               | –                | –                            | 44              | q                   | q              | 38             | q           | q              | –             | –             | –               | –               | –           | –           | –           | –            | –               | –          | –             | –             |
| Michael Glasder | –                 | –          | –                 | –                 | –                      | –                      | –               | –               | –                | –                            | –               | –                   | –              | –              | –           | –              | q             | 51            | –               | –               | –           | –           | –           | –            | –               | –          | –             | q             |
| Anders Johnson | –                 | –          | –                 | –                 | –                      | –                      | –               | –               | –                | –                            | –               | –                   | –              | –              | –           | –              | –             | –             | –               | –               | q           | q           | q           | q            | q               | q          | q             | q             |
| Christopher Lamb | –                 | –          | –                 | –                 | –                      | –                      | –               | –               | –                | –                            | –               | –                   | –              | –              | –           | –              | q             | 62            | –               | –               | –           | –           | –           | –            | –               | –          | –             | –             |
| Szwajcaria |                   |            |                   |                   |                        |                        |                 |                 |                  |                              |                 |                     |                |                |             |                |               |               |                 |                 |             |             |             |              |                 |            |               |               |
| Simon Ammann | 7                 | 16         | 28                | 19                | 3                      | 2                      | 11              | 17              | 1                | 3                            | 2               | 4                   | 11             | 4              | –           | –              | –             | –             | 33              | 25              | 8           | 32          | 14          | 5            | 30              | 14         | 41            | 26            |
| Gregor Deschwanden | 10                | 35         | 31                | 40                | 26                     | 21                     | 18              | 27              | 35               | 34                           | 19              | 32                  | 29             | 26             | –           | –              | 43            | 17            | 32              | 17              | 19          | 10          | 40          | 14           | 20              | 30         | 48            | 37            |
| Pascal Egloff | –                 | –          | 49                | q                 | –                      | –                      | q               | 47              | –                | –                            | –               | –                   | –              | –              | –           | –              | 49            | 33            | –               | –               | –           | –           | –           | –            | –               | –          | –             | –             |
| Marco Grigoli | q                 | –          | 39                | q                 | q                      | q                      | 42              | q               | –                | q                            | –               | –                   | –              | –              | –           | –              | q             | 56            | –               | –               | –           | –           | –           | –            | –               | –          | q             | q             |
| Gabriel Karlen | –                 | –          | –                 | –                 | –                      | –                      | –               | –               | –                | –                            | q               | –                   | –              | –              | –           | –              | –             | –             | –               | –               | –           | –           | –           | –            | –               | –          | q             | q             |
| Pascal Kälin | q                 | q          | –                 | –                 | –                      | –                      | 30              | q               | –                | q                            | q               | –                   | q              | q              | –           | –              | q             | 58            | –               | –               | –           | –           | –           | –            | –               | –          | –             | –             |
| Killian Peier | –                 | –          | –                 | –                 | –                      | –                      | q               | q               | –                | –                            | –               | –                   | –              | –              | –           | –              | –             | –             | –               | –               | –           | –           | –           | –            | –               | –          | –             | –             |
| Szwecja |                   |            |                   |                   |                        |                        |                 |                 |                  |                              |                 |                     |                |                |             |                |               |               |                 |                 |             |             |             |              |                 |            |               |               |
| Carl Nordin | –                 | q          | –                 | –                 | –                      | –                      | –               | –               | –                | –                            | –               | –                   | –              | –              | –           | –              | q             | 65            | –               | –               | q           | –           | –           | –            | –               | –          | –             | –             |
| Ukraina |                   |            |                   |                   |                        |                        |                 |                 |                  |                              |                 |                     |                |                |             |                |               |               |                 |                 |             |             |             |              |                 |            |               |               |
| Wołodymyr Werediuk | q                 | –          | q                 | q                 | –                      | –                      | –               | –               | –                | –                            | –               | –                   | –              | –              | –           | –              | –             | –             | –               | –               | –           | –           | –           | –            | –               | –          | –             | –             |
| Włochy |                   |            |                   |                   |                        |                        |                 |                 |                  |                              |                 |                     |                |                |             |                |               |               |                 |                 |             |             |             |              |                 |            |               |               |
| Davide Bresadola | 43                | 24         | 48                | 13                | 41                     | q                      | 45              | 42              | q                | q                            | –               | –                   | q              | 32             | –           | 26             | 42            | 27            | –               | –               | –           | –           | –           | –            | –               | –          | q             | 46            |
| Federico Cecon | –                 | –          | –                 | –                 | –                      | –                      | –               | –               | –                | –                            | –               | –                   | –              | –              | –           | –              | –             | –             | –               | –               | q           | q           | q           | –            | –               | –          | q             | q             |
| Sebastian Colloredo | 39                | –          | 36                | q                 | q                      | q                      | 46              | 45              | –                | –                            | 45              | q                   | –              | –              | 34          | 32             | –             | –             | 45              | 43              | 41          | 40          | 47          | q            | –               | –          | q             | 44            |
| Roberto Dellasega | 38                | q          | –                 | –                 | 40                     | 43                     | 36              | 21              | q                | q                            | 30              | 43                  | –              | –              | 36          | q              | 25            | 26            | –               | –               | –           | –           | –           | –            | –               | –          | 29            | 48            |
| Andrea Morassi | q                 | –          | q                 | q                 | –                      | –                      | –               | –               | –                | –                            | –               | –                   | –              | –              | –           | q              | –             | –             | –               | –               | –           | –           | –           | –            | –               | –          | –             | –             |
| Daniele Varesco | –                 | –          | –                 | –                 | –                      | –                      | –               | –               | –                | –                            | –               | –                   | –              | –              | –           | –              | –             | –             | –               | –               | –           | –           | –           | q            | q               | q          | –             | –             |
| Legenda |                   |            |                   |                   |                        |                        |                 |                 |                  |                              |                 |                     |                |                |             |                |               |               |                 |                 |             |             |             |              |                 |            |               |               |
| 1-3 4-30 poniżej 30 q – Zawodnik nie zakwalifikował się dns – Zawodnik zakwalifikowany nie wystartował w konkursie dsq – Zawodnik zdyskwalifikowany w konkursie - – Zawodnik nie zgłoszony do konkursu |                   |            |                   |                   |                        |                        |                 |                 |                  |                              |                 |                     |                |                |             |                |               |               |                 |                 |             |             |             |              |                 |            |               |               |

## Konkursy drużynowe i mieszane
| Zawodnik                 | Klingenthal 23.11 – konkurs drużynowy | Lillehammer 06.12 – konkurs mieszany | Zakopane 18.01 – konkurs drużynowy | Lahti 01.03 – konkurs drużynowy | Planica 22.03 – konkurs drużynowy |
| ------------------------ | ------------------------------------- | ------------------------------------ | ---------------------------------- | ------------------------------- | --------------------------------- |
| Austria                  | 5                                     | 2                                    | 3                                  | 1                               | 1                                 |
| Thomas Diethart          | –                                     | –                                    | +                                  | +                               | +                                 |
| Michael Hayböck          | –                                     | –                                    | +                                  | +                               | –                                 |
| Andreas Kofler           | +                                     | –                                    | –                                  | –                               | +                                 |
| Stefan Kraft             | –                                     | –                                    | –                                  | +                               | +                                 |
| Wolfgang Loitzl          | +                                     | –                                    | –                                  | –                               | –                                 |
| Thomas Morgenstern       | +                                     | +                                    | –                                  | –                               | –                                 |
| Manuel Poppinger         | –                                     | –                                    | +                                  | –                               | –                                 |
| Gregor Schlierenzauer    | +                                     | +                                    | +                                  | +                               | +                                 |
| Czechy                   | 7                                     | 12                                   | 6                                  | 6                               | 7                                 |
| Antonín Hájek            | –                                     | –                                    | +                                  | +                               | +                                 |
| Lukáš Hlava              | +                                     | –                                    | +                                  | –                               | –                                 |
| Jakub Janda              | +                                     | +                                    | –                                  | +                               | +                                 |
| Roman Koudelka           | –                                     | –                                    | +                                  | +                               | +                                 |
| Čestmír Kožíšek          | +                                     | –                                    | –                                  | –                               | –                                 |
| Jan Matura               | +                                     | +                                    | +                                  | +                               | +                                 |
| Finlandia                | 8                                     | 11                                   | 7                                  | 5                               | 9                                 |
| Janne Ahonen             | +                                     | +                                    | –                                  | +                               | –                                 |
| Lauri Asikainen          | +                                     | –                                    | +                                  | +                               | +                                 |
| Janne Happonen           | +                                     | –                                    | +                                  | –                               | –                                 |
| Sebastian Klinga         | –                                     | –                                    | –                                  | –                               | +                                 |
| Anssi Koivuranta         | –                                     | –                                    | +                                  | +                               | +                                 |
| Ville Larinto            | –                                     | –                                    | –                                  | +                               | +                                 |
| Olli Muotka              | +                                     | +                                    | +                                  | –                               | –                                 |
| Francja                  | 11                                    | 7                                    | –                                  | –                               | –                                 |
| Vincent Descombes Sevoie | +                                     | +                                    | –                                  | –                               | –                                 |
| Ronan Lamy Chappuis      | +                                     | +                                    | –                                  | –                               | –                                 |
| Alexandre Mabboux        | +                                     | –                                    | –                                  | –                               | –                                 |
| David Viry               | +                                     | –                                    | –                                  | –                               | –                                 |
| Japonia                  | 3                                     | 1                                    | –                                  | 8                               | 6                                 |
| Daiki Itō                | +                                     | +                                    | –                                  | –                               | –                                 |
| Noriaki Kasai            | +                                     | –                                    | –                                  | –                               | +                                 |
| Kento Sakuyama           | –                                     | –                                    | –                                  | –                               | +                                 |
| Reruhi Shimizu           | +                                     | –                                    | –                                  | +                               | +                                 |
| Taku Takeuchi            | +                                     | +                                    | –                                  | +                               | –                                 |
| Shōhei Tochimoto         | –                                     | –                                    | –                                  | +                               | –                                 |
| Yūta Watase              | –                                     | –                                    | –                                  | +                               | +                                 |
| Kanada                   | –                                     | 8                                    | –                                  | –                               | –                                 |
| Mackenzie Boyd-Clowes    | –                                     | +                                    | –                                  | –                               | –                                 |
| Dusty Korek              | –                                     | +                                    | –                                  | –                               | –                                 |
| Kazachstan               | 14                                    | –                                    | 10                                 | 10                              | –                                 |
| Aleksiej Korolow         | +                                     | –                                    | +                                  | +                               | –                                 |
| Sabirżan Muminow         | –                                     | –                                    | +                                  | +                               | –                                 |
| Aleksiej Pczelincew      | +                                     | –                                    | +                                  | –                               | –                                 |
| Marat Żaparow            | +                                     | –                                    | +                                  | +                               | –                                 |
| Radik Żaparow            | +                                     | –                                    | –                                  | +                               | –                                 |
| Korea Południowa         | 13                                    | –                                    | –                                  | –                               | –                                 |
| Choi Heung-chul          | +                                     | –                                    | –                                  | –                               | –                                 |
| Choi Seou                | +                                     | –                                    | –                                  | –                               | –                                 |
| Kang Chil-ku             | +                                     | –                                    | –                                  | –                               | –                                 |
| Kim Hyun-ki              | +                                     | –                                    | –                                  | –                               | –                                 |
| Niemcy                   | 2                                     | 4                                    | 2                                  | 2                               | 4                                 |
| Richard Freitag          | –                                     | –                                    | +                                  | –                               | +                                 |
| Severin Freund           | +                                     | –                                    | +                                  | +                               | +                                 |
| Karl Geiger              | +                                     | +                                    | –                                  | –                               | –                                 |
| Marinus Kraus            | –                                     | +                                    | –                                  | +                               | +                                 |
| Andreas Wank             | +                                     | –                                    | +                                  | +                               | +                                 |
| Andreas Wellinger        | +                                     | –                                    | +                                  | +                               | –                                 |
| Norwegia                 | 6                                     | 3                                    | 5                                  | 3                               | 3                                 |
| Anders Bardal            | +                                     | +                                    | +                                  | +                               | +                                 |
| Anders Fannemel          | +                                     | –                                    | +                                  | +                               | +                                 |
| Tom Hilde                | +                                     | –                                    | –                                  | –                               | +                                 |
| Ole Marius Ingvaldsen    | +                                     | –                                    | –                                  | –                               | –                                 |
| Andreas Stjernen         | –                                     | –                                    | –                                  | +                               | +                                 |
| Daniel-André Tande       | –                                     | –                                    | +                                  | –                               | –                                 |
| Rune Velta               | –                                     | +                                    | +                                  | +                               | –                                 |
| Polska                   | 4                                     | 14                                   | 4                                  | 7                               | 2                                 |
| Krzysztof Biegun         | +                                     | –                                    | –                                  | –                               | –                                 |
| Maciej Kot               | –                                     | +                                    | –                                  | +                               | +                                 |
| Dawid Kubacki            | +                                     | –                                    | +                                  | +                               | –                                 |
| Klemens Murańka          | –                                     | –                                    | +                                  | –                               | +                                 |
| Kamil Stoch              | +                                     | +                                    | +                                  | +                               | +                                 |
| Jan Ziobro               | –                                     | –                                    | +                                  | +                               | –                                 |
| Piotr Żyła               | +                                     | –                                    | –                                  | –                               | +                                 |
| Rosja                    | 10                                    | 9                                    | 9                                  | 9                               | 10                                |
| Ilmir Chazietdinow       | +                                     | +                                    | –                                  | +                               | +                                 |
| Anton Kaliniczenko       | –                                     | –                                    | +                                  | –                               | –                                 |
| Dienis Korniłow          | +                                     | –                                    | –                                  | +                               | +                                 |
| Michaił Maksimoczkin     | +                                     | –                                    | +                                  | –                               | –                                 |
| Aleksiej Romaszow        | –                                     | +                                    | –                                  | +                               | +                                 |
| Ilja Roslakow            | –                                     | –                                    | +                                  | –                               | –                                 |
| Aleksandr Sardyko        | –                                     | –                                    | +                                  | –                               | –                                 |
| Dmitrij Wasiljew         | +                                     | –                                    | –                                  | +                               | +                                 |
| Słowenia                 | 1                                     | 5                                    | 1                                  | 4                               | 5                                 |
| Jernej Damjan            | –                                     | –                                    | +                                  | +                               | –                                 |
| Nejc Dežman              | –                                     | –                                    | –                                  | +                               | +                                 |
| Jaka Hvala               | +                                     | +                                    | –                                  | –                               | –                                 |
| Robert Kranjec           | +                                     | –                                    | +                                  | –                               | +                                 |
| Cene Prevc               | –                                     | –                                    | –                                  | –                               | +                                 |
| Peter Prevc              | +                                     | +                                    | +                                  | +                               | +                                 |
| Jurij Tepeš              | +                                     | –                                    | +                                  | +                               | –                                 |
| Stany Zjednoczone        | –                                     | 13                                   | –                                  | –                               | –                                 |
| Nicholas Alexander       | –                                     | +                                    | –                                  | –                               | –                                 |
| Nicholas Fairall         | –                                     | +                                    | –                                  | –                               | –                                 |
| Szwajcaria               | 9                                     | 10                                   | –                                  | –                               | 8                                 |
| Simon Ammann             | +                                     | –                                    | –                                  | –                               | +                                 |
| Gregor Deschwanden       | +                                     | +                                    | –                                  | –                               | +                                 |
| Marco Grigoli            | +                                     | +                                    | –                                  | –                               | +                                 |
| Gabriel Karlen           | –                                     | –                                    | –                                  | –                               | +                                 |
| Pascal Kälin             | +                                     | –                                    | –                                  | –                               | –                                 |
| Włochy                   | 12                                    | 6                                    | 8                                  | –                               | 11                                |
| Davide Bresadola         | +                                     | +                                    | +                                  | –                               | +                                 |
| Federico Cecon           | –                                     | –                                    | –                                  | –                               | +                                 |
| Sebastian Colloredo      | +                                     | +                                    | +                                  | –                               | +                                 |
| Roberto Dellasega        | +                                     | –                                    | +                                  | –                               | +                                 |
| Andrea Morassi           | +                                     | –                                    | +                                  | –                               | –                                 |

## Klasyfikacje

### Klasyfikacja generalna Pucharu Świata
Stan po zakończeniu sezonu
| Miejsce | Zawodnik                 | Występy | Punkty |
| ------- | ------------------------ | ------- | ------ |
| 1.      | Kamil Stoch              | 26      | 1420   |
| 2.      | Peter Prevc              | 28      | 1312   |
| 3.      | Severin Freund           | 26      | 1303   |
| 4.      | Anders Bardal            | 20      | 1071   |
| 5.      | Noriaki Kasai            | 24      | 1062   |
| 6.      | Gregor Schlierenzauer    | 23      | 943    |
| 7.      | Simon Ammann             | 24      | 733    |
| 8.      | Thomas Diethart          | 18      | 666    |
| 9.      | Andreas Wellinger        | 26      | 601    |
| 10.     | Stefan Kraft             | 27      | 539    |
| 11.     | Robert Kranjec           | 21      | 493    |
| 12.     | Andreas Kofler           | 24      | 468    |
| 13.     | Jernej Damjan            | 18      | 457    |
| 14.     | Michael Hayböck          | 18      | 439    |
| 15.     | Thomas Morgenstern       | 10      | 438    |
| 16.     | Marinus Kraus            | 26      | 407    |
| 17.     | Maciej Kot               | 24      | 398    |
| 18.     | Jurij Tepeš              | 25      | 360    |
| 19.     | Anssi Koivuranta         | 15      | 350    |
| 20.     | Piotr Żyła               | 22      | 343    |
| 21.     | Daiki Itō                | 14      | 335    |
| 22.     | Taku Takeuchi            | 16      | 333    |
| 23.     | Anders Fannemel          | 20      | 328    |
| 24.     | Richard Freitag          | 20      | 313    |
| 25.     | Jan Ziobro               | 23      | 312    |
| 26.     | Jan Matura               | 26      | 311    |
| 27.     | Michael Neumayer         | 26      | 281    |
| 28.     | Jakub Janda              | 24      | 242    |
| 29.     | Wolfgang Loitzl          | 23      | 226    |
| 30.     | Rune Velta               | 20      | 201    |
| 31.     | Janne Ahonen             | 17      | 176    |
| 32.     | Gregor Deschwanden       | 26      | 173    |
| 32.     | Reruhi Shimizu           | 17      | 173    |
| 34.     | Andreas Wank             | 26      | 171    |
| 35.     | Krzysztof Biegun         | 8       | 144    |
| 36.     | Tomaž Naglič             | 23      | 140    |
| 37.     | Nejc Dežman              | 12      | 137    |
| 38.     | Klemens Murańka          | 17      | 132    |
| 39.     | Roman Koudelka           | 12      | 123    |
| 40.     | Dmitrij Wasiljew         | 11      | 115    |
| 41.     | Antonín Hájek            | 21      | 108    |
| 42.     | Karl Geiger              | 16      | 106    |
| 43.     | Andreas Stjernen         | 14      | 103    |
| 44.     | Markus Eisenbichler      | 7       | 99     |
| 44.     | Manuel Poppinger         | 11      | 99     |
| 46.     | Manuel Fettner           | 19      | 98     |
| 47.     | Ole Marius Ingvaldsen    | 18      | 96     |
| 48.     | Tom Hilde                | 11      | 92     |
| 49.     | Dawid Kubacki            | 22      | 87     |
| 50.     | Jaka Hvala               | 23      | 84     |
| 51.     | Anders Jacobsen          | 12      | 82     |
| 52.     | Yūta Watase              | 21      | 78     |
| 53.     | Lauri Asikainen          | 13      | 77     |
| 54.     | Michaił Maksimoczkin     | 5       | 65     |
| 55.     | Mackenzie Boyd-Clowes    | 16      | 62     |
| 56.     | Jarkko Määttä            | 7       | 61     |
| 57.     | Lukáš Hlava              | 18      | 53     |
| 57.     | Dienis Korniłow          | 16      | 53     |
| 59.     | Kaarel Nurmsalu          | 8       | 52     |
| 60.     | Ronan Lamy Chappuis      | 18      | 44     |
| 61.     | Robert Johansson         | 13      | 43     |
| 62.     | Davide Bresadola         | 12      | 36     |
| 63.     | Olli Muotka              | 8       | 31     |
| 64.     | Daniel-André Tande       | 4       | 30     |
| 65.     | Ville Larinto            | 7       | 27     |
| 66.     | Danny Queck              | 3       | 25     |
| 67.     | Roberto Dellasega        | 12      | 24     |
| 68.     | Vincent Descombes Sevoie | 11      | 21     |
| 68.     | Aleksiej Romaszow        | 11      | 21     |
| 70.     | Robert Hrgota            | 4       | 19     |
| 70.     | Cene Prevc               | 2       | 19     |
| 72.     | Martin Koch              | 6       | 16     |
| 72.     | Matjaž Pungertar         | 9       | 16     |
| 74.     | Rok Justin               | 12      | 15     |
| 74.     | Bjørn Einar Romøren      | 2       | 15     |
| 76.     | Janne Happonen           | 2       | 11     |
| 77.     | Sami Heiskanen           | 5       | 7      |
| 78.     | Martin Schmitt           | 2       | 4      |
| 79.     | Nicholas Fairall         | 2       | 3      |
| 79.     | Stefan Hula              | 8       | 3      |
| 79.     | Shōhei Tochimoto         | 5       | 3      |
| 82.     | Simen Key Grimsrud       | 3       | 1      |
| 82.     | Pascal Kälin             | 2       | 1      |
| 82.     | Krzysztof Miętus         | 4       | 1      |
| 82.     | Daito Takahashi          | 2       | 1      |

### Klasyfikacja generalna Pucharu Narodów
Klasyfikacja końcowa
| Miejsce | Państwo           | Występy | Punkty | Strata do lidera |
| ------- | ----------------- | ------- | ------ | ---------------- |
| 1.      | Austria           | 33      | 5407   | -                |
| 2.      | Niemcy            | 33      | 4735   | -672             |
| 3.      | Słowenia          | 33      | 4402   | -1005            |
| 4.      | Polska            | 33      | 3790   | -1617            |
| 5.      | Norwegia          | 33      | 3162   | -2245            |
| 6.      | Japonia           | 28      | 2685   | -2722            |
| 7.      | Czechy            | 33      | 1337   | -4070            |
| 8.      | Finlandia         | 33      | 1090   | -4317            |
| 9.      | Szwajcaria        | 29      | 957    | -4450            |
| 10.     | Rosja             | 30      | 254    | -5153            |
| 11.     | Włochy            | 26      | 185    | -5222            |
| 12.     | Francja           | 22      | 115    | -5292            |
| 13.     | Kanada            | 17      | 87     | -5320            |
| 14.     | Estonia           | 10      | 52     | -5355            |
| 15.     | Stany Zjednoczone | 6       | 3      | -5404            |

### KlasyfikacjaTurnieju Czterech Skoczni
Klasyfikacja końcowa
| Miejsce | Zawodnik              | Państwo           | Występy | Punkty |
| ------- | --------------------- | ----------------- | ------- | ------ |
| 1.      | Thomas Diethart       | Austria           | 4       | 1012,6 |
| 2.      | Thomas Morgenstern    | Austria           | 4       | 994,3  |
| 3.      | Simon Ammann          | Szwajcaria        | 4       | 992,4  |
| 4.      | Peter Prevc           | Słowenia          | 4       | 971,3  |
| 5.      | Noriaki Kasai         | Japonia           | 4       | 962,1  |
| 6.      | Anders Bardal         | Norwegia          | 4       | 950,6  |
| 7.      | Kamil Stoch           | Polska            | 4       | 938,2  |
| 8.      | Gregor Schlierenzauer | Austria           | 4       | 932,0  |
| 9.      | Michael Hayböck       | Austria           | 4       | 906,8  |
| 10.     | Andreas Wellinger     | Niemcy            | 4       | 895,7  |
| 11.     | Michael Neumayer      | Niemcy            | 4       | 891,2  |
| 12.     | Maciej Kot            | Polska            | 4       | 858,5  |
| 13.     | Anders Jacobsen       | Norwegia          | 4       | 854,5  |
| 14.     | Daiki Itō             | Japonia           | 4       | 851,8  |
| 15.     | Wolfgang Loitzl       | Austria           | 4       | 799,2  |
| 16.     | Severin Freund        | Niemcy            | 4       | 787,1  |
| 17.     | Marinus Kraus         | Niemcy            | 4       | 783,2  |
| 18.     | Anssi Koivuranta      | Finlandia         | 4       | 773,8  |
| 19.     | Jarkko Määttä         | Finlandia         | 4       | 760,9  |
| 20.     | Jan Matura            | Czechy            | 4       | 759,7  |
| 21.     | Klemens Murańka       | Polska            | 4       | 752,2  |
| 22.     | Jan Ziobro            | Polska            | 4       | 742,1  |
| 23.     | Janne Ahonen          | Finlandia         | 4       | 736,9  |
| 24.     | Richard Freitag       | Niemcy            | 4       | 732,3  |
| 25.     | Andreas Kofler        | Austria           | 4       | 731,0  |
| 26.     | Jaka Hvala            | Słowenia          | 4       | 728,5  |
| 27.     | Stefan Kraft          | Austria           | 4       | 723,6  |
| 28.     | Robert Kranjec        | Słowenia          | 4       | 721,8  |
| 29.     | Andreas Wank          | Niemcy            | 4       | 700,7  |
| 30.     | Lukáš Hlava           | Czechy            | 4       | 658,9  |
| 31.     | Anders Fannemel       | Norwegia          | 3       | 653,1  |
| 32.     | Taku Takeuchi         | Japonia           | 3       | 633,1  |
| 33.     | Jurij Tepeš           | Słowenia          | 3       | 624,6  |
| 34.     | Piotr Żyła            | Polska            | 2       | 510,2  |
| 35.     | Krzysztof Biegun      | Polska            | 2       | 489,0  |
| 36.     | Gregor Deschwanden    | Szwajcaria        | 4       | 483,7  |
| 37.     | Jernej Damjan         | Słowenia          | 3       | 482,1  |
| 38.     | Rune Velta            | Norwegia          | 3       | 475,3  |
| 39.     | Dienis Korniłow       | Rosja             | 4       | 462,6  |
| 40.     | Ronan Lamy Chappuis   | Francja           | 4       | 436,7  |
| 41.     | Tom Hilde             | Norwegia          | 2       | 374,9  |
| 42.     | Martin Schmitt        | Niemcy            | 2       | 372,5  |
| 43.     | Mackenzie Boyd-Clowes | Kanada            | 2       | 354,8  |
| 44.     | Yūta Watase           | Japonia           | 3       | 344,5  |
| 45.     | Tomaž Naglič          | Słowenia          | 3       | 343,4  |
| 46.     | Jakub Janda           | Czechy            | 2       | 341,2  |
| 47.     | Antonín Hájek         | Czechy            | 3       | 338,3  |
| 48.     | Karl Geiger           | Niemcy            | 3       | 333,8  |
| 49.     | Ilmir Chazietdinow    | Rosja             | 3       | 326,3  |
| 50.     | Rok Justin            | Słowenia          | 3       | 323,9  |
| 51.     | Čestmír Kožíšek       | Czechy            | 3       | 306,8  |
| 52.     | Manuel Fettner        | Austria           | 2       | 233,8  |
| 53.     | Ole Marius Ingvaldsen | Norwegia          | 2       | 232,4  |
| 54.     | Daniel Wenig          | Niemcy            | 2       | 232,0  |
| 55.     | Dawid Kubacki         | Polska            | 2       | 206,7  |
| 56.     | Roberto Dellasega     | Włochy            | 2       | 205,9  |
| 57.     | Danny Queck           | Niemcy            | 1       | 124,7  |
| 58.     | Manuel Poppinger      | Austria           | 1       | 122,2  |
| 59.     | Markus Eisenbichler   | Niemcy            | 1       | 114,6  |
| 60.     | Sami Niemi            | Finlandia         | 1       | 108,6  |
| 61.     | Christoph Stauder     | Austria           | 1       | 108,5  |
| 62.     | Peter Frenette        | Stany Zjednoczone | 1       | 95,3   |
| 63.     | Sebastian Colloredo   | Włochy            | 1       | 93,7   |
| 64.     | Simon Greiderer       | Austria           | 1       | 91,4   |
| 65.     | Markus Schiffner      | Austria           | 1       | 91,1   |

### Klasyfikacja generalna Pucharu Świata w lotach narciarskich
Klasyfikacja końcowa
| Miejsce | Zawodnik              | Występy | Punkty | Strata do lidera |
| ------- | --------------------- | ------- | ------ | ---------------- |
| 1.      | Peter Prevc           | 2       | 180    | -                |
| 2.      | Noriaki Kasai         | 2       | 160    | -20              |
| 3.      | Gregor Schlierenzauer | 2       | 140    | -40              |
| 4.      | Simon Ammann          | 2       | 74     | -106             |
| 5.      | Jurij Tepeš           | 2       | 72     | -108             |
| 5.      | Severin Freund        | 2       | 72     | -108             |
| 7.      | Kamil Stoch           | 2       | 69     | -111             |
| 8.      | Jan Matura            | 2       | 60     | -120             |
| 9.      | Robert Kranjec        | 2       | 58     | -122             |
| 10.     | Anders Fannemel       | 2       | 56     | -124             |
| 11.     | Manuel Poppinger      | 2       | 54     | -126             |
| 12.     | Andreas Wellinger     | 2       | 44     | -136             |
| 12.     | Wolfgang Loitzl       | 2       | 44     | -136             |
| 14.     | Michael Hayböck       | 2       | 41     | -139             |
| 15.     | Maciej Kot            | 2       | 38     | -142             |
| 16.     | Mackenzie Boyd-Clowes | 2       | 29     | -151             |
| 17.     | Marinus Kraus         | 2       | 26     | -154             |
| 18.     | Rune Velta            | 2       | 25     | -155             |
| 19.     | Piotr Żyła            | 2       | 23     | -157             |
| 20.     | Antonín Hájek         | 2       | 19     | -161             |
| 21.     | Jernej Damjan         | 2       | 18     | -162             |
| 22.     | Martin Koch           | 2       | 16     | -164             |
| 22.     | Daniel-André Tande    | 2       | 16     | -164             |
| 24.     | Jan Ziobro            | 2       | 15     | -165             |
| 25.     | Jakub Janda           | 2       | 14     | -166             |
| 26.     | Jaka Hvala            | 2       | 13     | -167             |
| 27.     | Lukáš Hlava           | 2       | 11     | -169             |
| 27.     | Michael Neumayer      | 2       | 11     | -169             |
| 29.     | Stefan Kraft          | 2       | 10     | -170             |
| 30.     | Yūta Watase           | 1       | 8      | -172             |
| 31.     | Gregor Deschwanden    | 2       | 7      | -173             |
| 32.     | Andreas Wank          | 2       | 6      | -174             |
| 33.     | Jarkko Määttä         | 2       | 4      | -176             |
| 33.     | Klemens Murańka       | 2       | 4      | -176             |
| 35.     | Tomaž Naglič          | 2       | 1      | -179             |

## Zwycięzcy kwalifikacji do zawodów
Przed każdymi zawodami Pucharu Świata rozgrywane są kwalifikacje, których 40 najlepszych uczestników (30 w przypadku konkursów lotów) bierze udział w konkursie głównym. Pierwsza dziesiątka klasyfikacji generalnej Pucharu Świata udział w konkursie ma zapewniony.
| Nr  | Data kwalifikacji | Data konkursu     | Miejsce                | Zawodnik              |
| --- | ----------------- | ----------------- | ---------------------- | --------------------- |
| 1.  | 22 listopada 2013 | 24 listopada 2013 | Klingenthal            | Piotr Żyła            |
| 2.  | 29 listopada 2013 | 29 listopada 2013 | Ruka                   | Thomas Morgenstern    |
| 3.  | 30 listopada 2013 | 30 listopada 2013 | Ruka                   | kwalifikacje odwołane |
| 3.  | 6 grudnia 2013    | 7 grudnia 2013    | Lillehammer            | Richard Freitag       |
| 4.  | 8 grudnia 2013    | 8 grudnia 2013    | Lillehammer            | Anders Bardal         |
| 5.  | 13 grudnia 2013   | 14 grudnia 2013   | Titisee-Neustadt       | Kamil Stoch           |
| 6.  | 15 grudnia 2013   | 15 grudnia 2013   | Titisee-Neustadt       | Kamil Stoch           |
| 7.  | 20 grudnia 2013   | 21 grudnia 2013   | Engelberg              | Wolfgang Loitzl       |
| 8.  | 22 grudnia 2013   | 22 grudnia 2013   | Engelberg              | Klemens Murańka       |
| 9.  | 28 grudnia 2013   | 29 grudnia 2013   | Oberstdorf             | Anders Bardal         |
| 10. | 31 grudnia 2013   | 1 stycznia 2014   | Garmisch-Partenkirchen | Thomas Diethart       |
| 11. | 3 stycznia 2014   | 4 stycznia 2014   | Innsbruck              | Anders Fannemel       |
| 12. | 5 stycznia 2014   | 6 stycznia 2014   | Bischofshofen          | Peter Prevc           |
| 13. | 10 stycznia 2014  | 11 stycznia 2014  | Tauplitz               | Robert Kranjec        |
| 14. | 12 stycznia 2014  | 12 stycznia 2014  | Tauplitz               | Jan Matura            |
| 15. | 16 stycznia 2014  | 16 stycznia 2014  | Wisła                  | Klemens Murańka       |
| 16. | 17 stycznia 2014  | 19 stycznia 2014  | Zakopane               | Michael Hayböck       |
| 17. | 24 stycznia 2014  | 25 stycznia 2014  | Sapporo                | Andreas Kofler        |
| 18. | 26 stycznia 2014  | 26 stycznia 2014  | Sapporo                | kwalifikacje odwołane |
| 18. | 31 stycznia 2014  | 1 lutego 2014     | Willingen              | Andreas Wank          |
| 19. | 2 lutego 2014     | 2 lutego 2014     | Willingen              | Dawid Kubacki         |
| 20. | 25 lutego 2014    | 26 lutego 2014    | Falun                  | Jernej Damjan         |
| 21. | 28 lutego 2014    | 28 lutego 2014    | Lahti                  | Michael Hayböck       |
| 22. | 2 marca 2014      | 2 marca 2014      | Lahti                  | Anssi Koivuranta      |
| 23. | 4 marca 2014      | 4 marca 2014      | Kuopio                 | Gregor Deschwanden    |
| 24. | 6 marca 2014      | 7 marca 2014      | Trondheim              | Reruhi Shimizu        |
| 25. | 7 marca 2014      | 8 marca 2014      | Oslo                   | Tom Hilde             |
| 26. | 20 marca 2014     | 21 marca 2014     | Planica                | Matjaž Pungertar      |
| 27. | 23 marca 2014     | 23 marca 2014     | Planica                | Michael Hayböck       |

## Liderzy klasyfikacji generalnej Pucharu Świata
Pozycja lidera Pucharu Świata należy do zawodnika, który w dotychczas rozegranych zawodach zgromadził najwięcej punktów do klasyfikacji generalnej cyklu. W przypadku równej liczby punktów, liderem Pucharu Świata jest ten zawodnik, który ma na swoim koncie więcej wygranych konkursów. W konkursie inaugurującym nowy sezon, rolę lidera przyjmuje zawodnik, który zwyciężył w poprzedniej edycji.
| Nr | Zawodnik              | Data objęcia pozycji lidera | Miasto                | Data utraty pozycji lidera | Miasto                | Liczba konkursów |
| -- | --------------------- | --------------------------- | --------------------- | -------------------------- | --------------------- | ---------------- |
| 1. | Gregor Schlierenzauer | Triumfator PŚ 2012/13       | Triumfator PŚ 2012/13 | 24 listopada 2013          | Klingenthal           | 1                |
| 2. | Krzysztof Biegun      | 24 listopada 2013           | Klingenthal           | 7 grudnia 2013             | Lillehammer           | 2                |
| 3. | Gregor Schlierenzauer | 7 grudnia 2013              | Lillehammer           | 21 grudnia 2013            | Engelberg             | 4                |
| 4. | Kamil Stoch           | 21 grudnia 2013             | Engelberg             | 25 stycznia 2014           | Sapporo               | 10               |
| 5. | Peter Prevc           | 25 stycznia 2014            | Sapporo               | 2 lutego 2014              | Willingen             | 3                |
| 6. | Kamil Stoch           | 2 lutego 2014               | Willingen             | 26 lutego 2014             | Falun                 | 1                |
| 7. | Peter Prevc           | 26 lutego 2014              | Falun                 | 2 marca 2014               | Lahti                 | 2                |
| 8. | Kamil Stoch           | 2 marca 2014                | Lahti                 | Triumfator PŚ 2013/14      | Triumfator PŚ 2013/14 | 5                |

## Man of the Day
W sezonie 2013/2014 tytuł przyznawano podczas:
- zawodów w Titisee-Neustadt
- zawodów w Willingen
- zawodów w Falun.

| Nr | Data konkursu   | Miejsce          | Zawodnik      | Lokata |
| -- | --------------- | ---------------- | ------------- | ------ |
| 1. | 14 grudnia 2013 | Titisee-Neustadt | Kamil Stoch   | 2.     |
| 2. | 15 grudnia 2013 | Titisee-Neustadt | Kamil Stoch   | 1.     |
| 3. | 1 lutego 2014   | Willingen        | Jernej Damjan | 3.     |
| 4. | 2 lutego 2014   | Willingen        | Stefan Kraft  | 7.     |
| 5. | 26 lutego 2014  | Falun            | Stefan Kraft  | 5.     |

## Kwoty startowe
Na podstawie Światowej Listy Rankingowej (WRL) wyznaczono kwoty startowe dla poszczególnych krajów na dane periody Pucharu Świata 2013/2014. Kwota oznacza maksymalną liczbę reprezentantów, którą dany kraj ma prawo wystawić w zawodach. Państwo, będące gospodarzem zawodów może w swoim kraju dwa razy w sezonie wystawić dodatkowo grupę krajową, składającą się z maksymalnie sześciu skoczków.
Poniżej wykaz kwot startowych, przysługujących danym krajom w poszczególnych periodach. Państwa, których nie podano w poniższej tabeli mogą wystawić do każdego konkursu co najwyżej dwóch skoczków.
| Letnie Grand Prix |               |       |               |       |               |       |               |       |               |
| Kwota             | Reprezentacja | Kwota | Reprezentacja | Kwota | Reprezentacja | Kwota | Reprezentacja | Kwota | Reprezentacja |
| 7                 | Niemcy        | 7     | Austria       | 7     | Austria       | 7     | Niemcy        | 7     | Austria       |
| 7                 | Polska        | 7     | Niemcy        | 7     | Norwegia      | 7     | Norwegia      | 7     | Niemcy        |
| 7                 | Słowenia      | 7     | Słowenia      | 7     | Słowenia      | 7     | Słowenia      | 7     | Słowenia      |
| 6                 | Austria       | 6     | Czechy        | 6     | Czechy        | 6     | Austria       | 6     | Czechy        |
| 6                 | Czechy        | 6     | Norwegia      | 6     | Niemcy        | 6     | Czechy        | 6     | Norwegia      |
| 6                 | Norwegia      | 6     | Polska        | 6     | Polska        | 6     | Polska        | 6     | Polska        |
| 5                 | Japonia       | 5     | Japonia       | 5     | Japonia       | 5     | Japonia       | 5     | Japonia       |
| 4                 | Rosja         | 4     | Finlandia     | 4     | Finlandia     | 4     | Finlandia     | 4     | Finlandia     |
| 4                 | Szwajcaria    | 4     | Rosja         | 4     | Rosja         | 4     | Rosja         | 4     | Rosja         |
| 3                 | Bułgaria      | 4     | Szwajcaria    | 4     | Szwajcaria    | 4     | Szwajcaria    | 4     | Szwajcaria    |
| 3                 | Finlandia     | 3     | Francja       | 3     | Francja       | 3     | Francja       | 3     | Francja       |
| 3                 | Francja       | –     | –             | –     | –             | 3     | Kanada        | –     | –             |
| 3                 | Włochy        | –     | –             | –     | –             | –     | –             | –     | –             |

### Informacje o periodach
- I period: LGP
- II period: LGP
- III period: 23 listopada – 22 grudnia (8 konkursów indywidualnych, 1 drużynowy i 1 mieszany)
- IV period: 29 grudnia – 6 stycznia (TCS – 4 konkursy indywidualne)
- V period: 11 stycznia – 19 stycznia (4 konkursy indywidualne i 1 drużynowy)
- VI period: 25 stycznia – 2 lutego (4 konkursy indywidualne)
- VII period: 26 lutego – 23 marca (8 konkursów indywidualnych i 2 drużynowe)